# Istoria Poloniei
Istoria Poloniei își are rădăcinile în sosirea slavilor, care au dat semnalul începutului colonizării permanente și dezvoltării istorice pe teritoriul actual al Poloniei. În timpul dinastiei Piaștilor a fost adoptat creștinismul în 966 și s-a creat o monarhie tipică pentru Evul Mediu european. Perioada dinastiei Jagiellone a adus strângerea legăturilor cu Marele Ducat al Lituaniei, dezvoltare culturală și extindere teritorială, culminând cu formarea Uniunii Polono-Lituaniene în 1569.
În faza sa inițială, Uniunea constituia o continuare a prosperității jagiellone, cu o remarcabilă dezvoltare a unei democrații nobiliare sofisticate. De la jumătatea secolului al XVII-lea, marele stat a intrat într-o perioadă de declin produsă de războaiele devastatoare și de către deteriorarea sistemului de guvernare. S-au introdus semnificative reforme interne la sfârșitul secolului al XVIII-lea, dar procesului de reformă nu i s-a permis să avanseze, iar Imperiul Rus, Regatul Prusiei și Austria Habsburgică, printr-o serie de invazii și împărțiri în 1795 au pus capăt existenței Uniunii.
De atunci și până în 1918 nu a mai existat un stat polonez independent. Polonezii s-au angajat intermitent în acțiuni de rezistență armată până în 1864. După eșecul ultimei revolte, poporul și-a conservat identitatea națională prin educație și printr-un program denumit „munca organică”, al cărui scop era acela de a moderniza economia și societatea. Ocazia independenței s-a ivit abia după Primul Război Mondial, când puterile imperiale implicate în împărțirea Poloniei au fost toate învinse în război ori s-au prăbușit în urma revoluției.
S-a înființat a Doua Republică Poloneză care a existat între 1918 și 1939. Ea a fost distrusă de Germania Nazistă și de Uniunea Sovietică după o invazie concertată la începutul celui de-al Doilea Război Mondial. Milioane de cetățeni polonezi au murit în cursul ocupației naziste. Guvernul polonez în exil a continuat să funcționeze și, prin intermediul numeroaselor formațiuni militare poloneze de pe Frontul de Vest și cel de Est, polonezii au contribuit la victoria Aliaților. Forțele Germaniei Naziste au fost obligate să se retragă din Polonia pe măsură ce Armata Roșie înainta, ceea ce a dus la apariția Republicii Populare Polone.
Poziția geografică a Poloniei a fost deplasată către vest, iar Polonia a reapărut ca stat-satelit al Uniunii Sovietice. Caracterul multietnic și multicultural s-a pierdut și țara a intrat sub un regim totalitar comunist. Până la sfârșitul anilor 1980, Solidaritatea, o mișcare reformistă autohtonă, a căpătat un rol crucial în tranziția pașnică de la dictatura comunistă la o democrație parlamentară capitalistă. Acest proces a avut ca rezultat apariția statului polonez modern.

## Preistorie și protoistorie

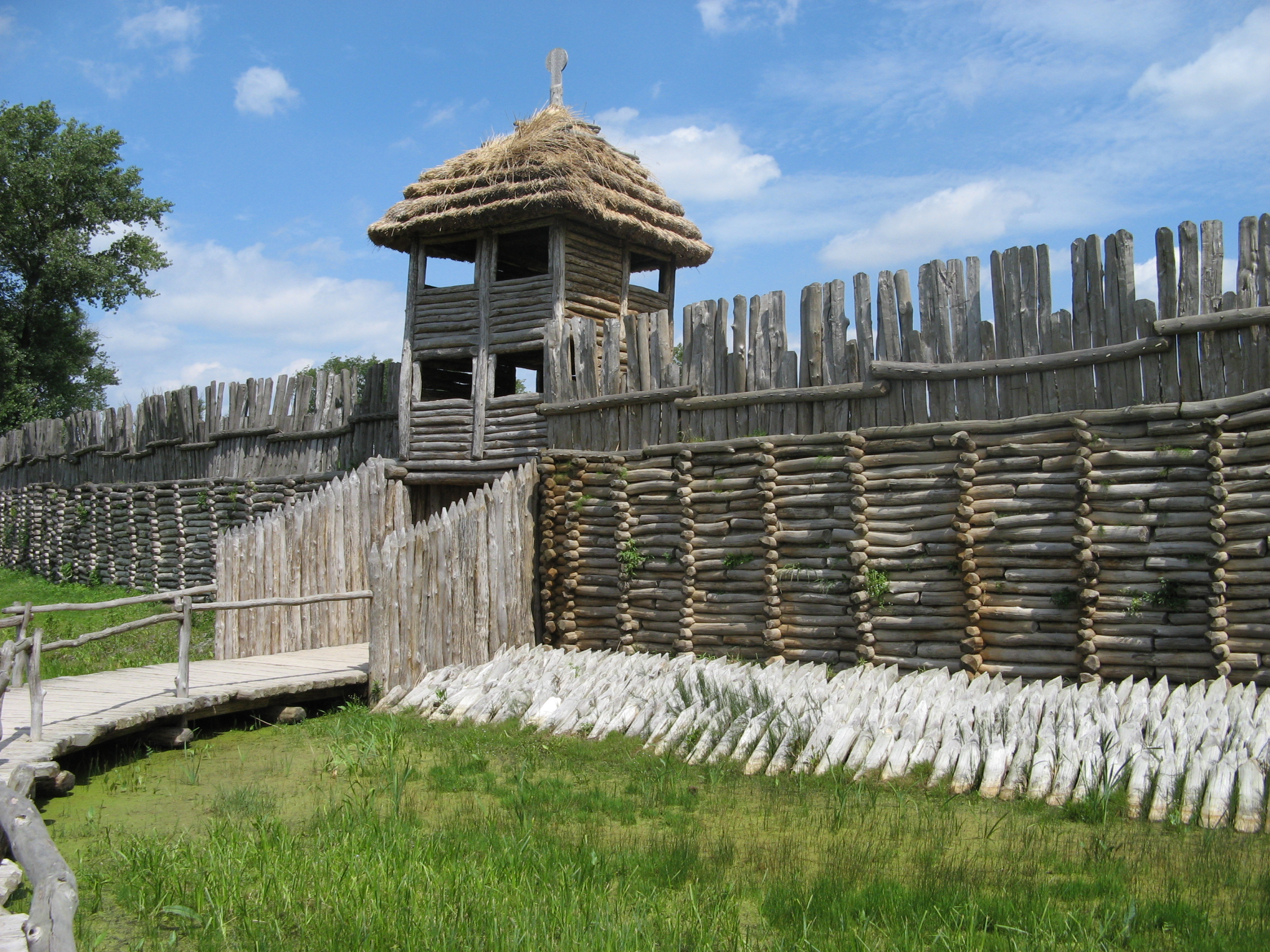
Reconstituire a unei fortificații de lemn aparținând culturii Lusațiene din Epoca Bronzului, Biskupin.

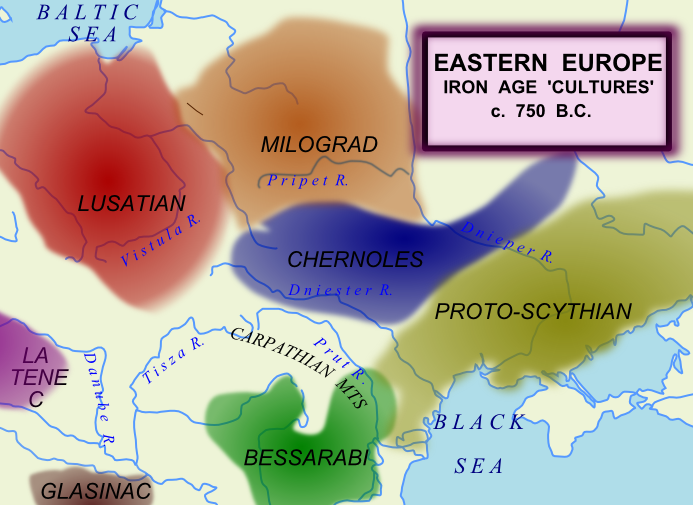
Europa Centrală și de Est în Epoca Fierului (cu civilizațiile slave Lusațiană, Milograd și Chernoles, cca 750 î.Hr.)

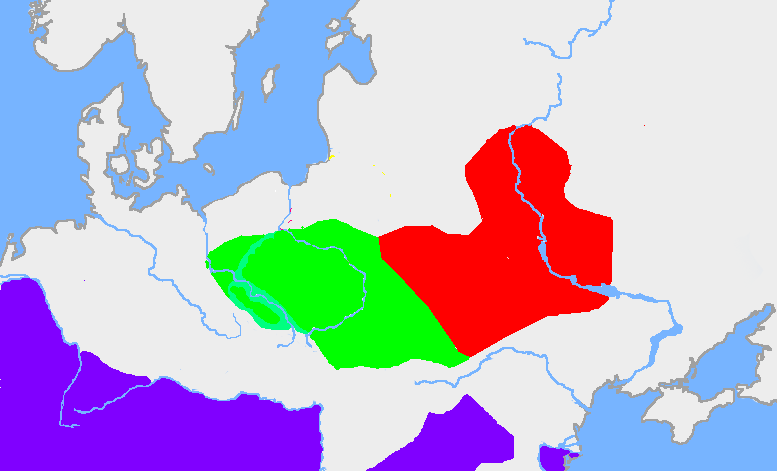
Culturile slave Przeworsk (verde; situată pe teritoriul actual al Poloniei) și Zarubintsy (roșu; parțial situată și pe teritoriul actual al Poloniei) ale Epocii Fierului, datând din perioada cuprinsă între secolul al III-lea î.Hr. și secolul al V-lea d.Hr.

Oamenii au locuit în teritoriul perturbat de glaciațiuni al Europei Central-Nordice de vreme îndelungată. În preistorie și în protoistorie, de-a lungul unei perioade de cel puțin 800.000 de ani, zona Poloniei actuale a trecut prin Epoca Pietrei, Epoca Bronzului și Epoca Fierului, ca și regiunile înconjurătoare. Populațiile stabile agrariene au trăit aici în ultimii 7500 de ani, de la prima lor sosire la începutul neoliticului. După perioada La Tène și influența romană, popoarele slave au ajuns pe acest teritoriu acum mai mult de 1500 de ani (conform teoriei alohtone). Ei s-au organizat mai întâi în unități tribale, după care s-au combinat formând structuri politice mai mari.

## Dinastia Piaștilor

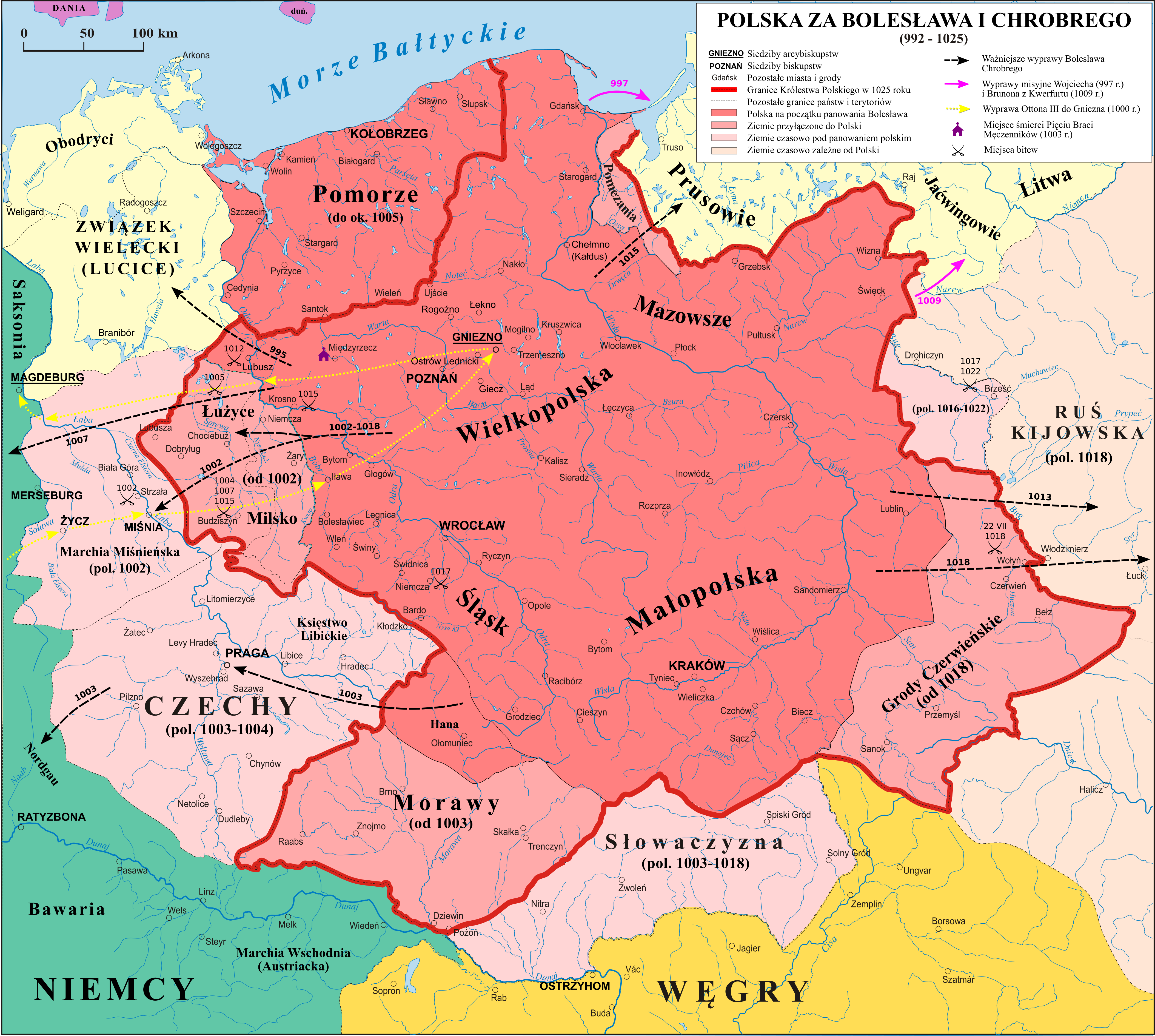
Polonia s-a extins în timpul primilor săi doi domnitori. Zona mai închisă reprezintă Polonia la sfârșitul domniei lui Mieszko I (992); zona mai deschisă este teritoriul adăugat (și pierdut în nord-vest) în timpul domniei lui Boleslav I (d. 1025).

În timpul domniei dinastiei Piaștilor (secolele al X-lea – al XIV-lea), s-a format poporul polonez și statul medieval polonez. Statul polonez atestat istoric începe cu domnia lui Mieszko I în a doua jumătate a secolului al X-lea. Mieszko a ales să fie botezat în ritul creștin occidental în 966. Mieszko a dus la bun sfârșit unificarea teritoriilor tribale ale slavilor occidentali, fundamentale existenței noii țări. După apariția sa, Polonia a fost condusă de o serie de domnitori care au convertit populația la creștinism și au înființat un puternic regat integrat culturii europene.

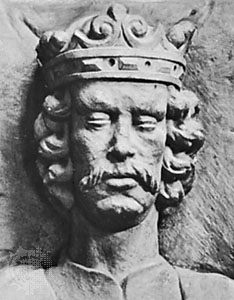
Vladislav I cel Scurt

Fiul lui Mieszko, Boleslav cel Viteaz, a înființat teritoriul ecleziastic polonez, a urmărit cuceriri teritoriale și a fost oficial încoronat în 1025, devenind primul rege al Poloniei. A urmat apoi prăbușirea monarhiei și restaurarea ei în timpul lui Cazimir I. Fiul lui Cazimir, Boleslav al II-lea cel Generos s-a implicat într-un conflict cu autoritatea ecleziastică și a fost exilat. După ce Boleslav al III-lea a împărțit țara între fiii săi, fragmentarea internă a erodat structura monarhică a Piaștilor în secolele al XII-lea și al XIII-lea. Conrad I, Duce al Mazoviei și Mare Duce al Poloniei, i-a invitat pe Cavalerii Teutoni să-l ajute în lupta cu păgânii prusaci baltici, ceea ce a dus la secole de războaie ale Poloniei cu teutonii și apoi cu statul prusac german. Regatul a fost reunificat și restaurat sub domnia lui Vladislav I cel Scurt, apoi a fost întărit și extins de fiul acestuia, Cazimir al III-lea cel Mare. Provinciile occidentale Silezia și Pomerania au fost pierdute după fragmentare, iar Polonia a început să se extindă spre est. Consolidarea din secolul al XIV-lea a pus, după domniile a doi membri ai dinastiei Angevine, bazele noului regat al Poloniei care avea să urmeze.

## Dinastia Jagiellonă

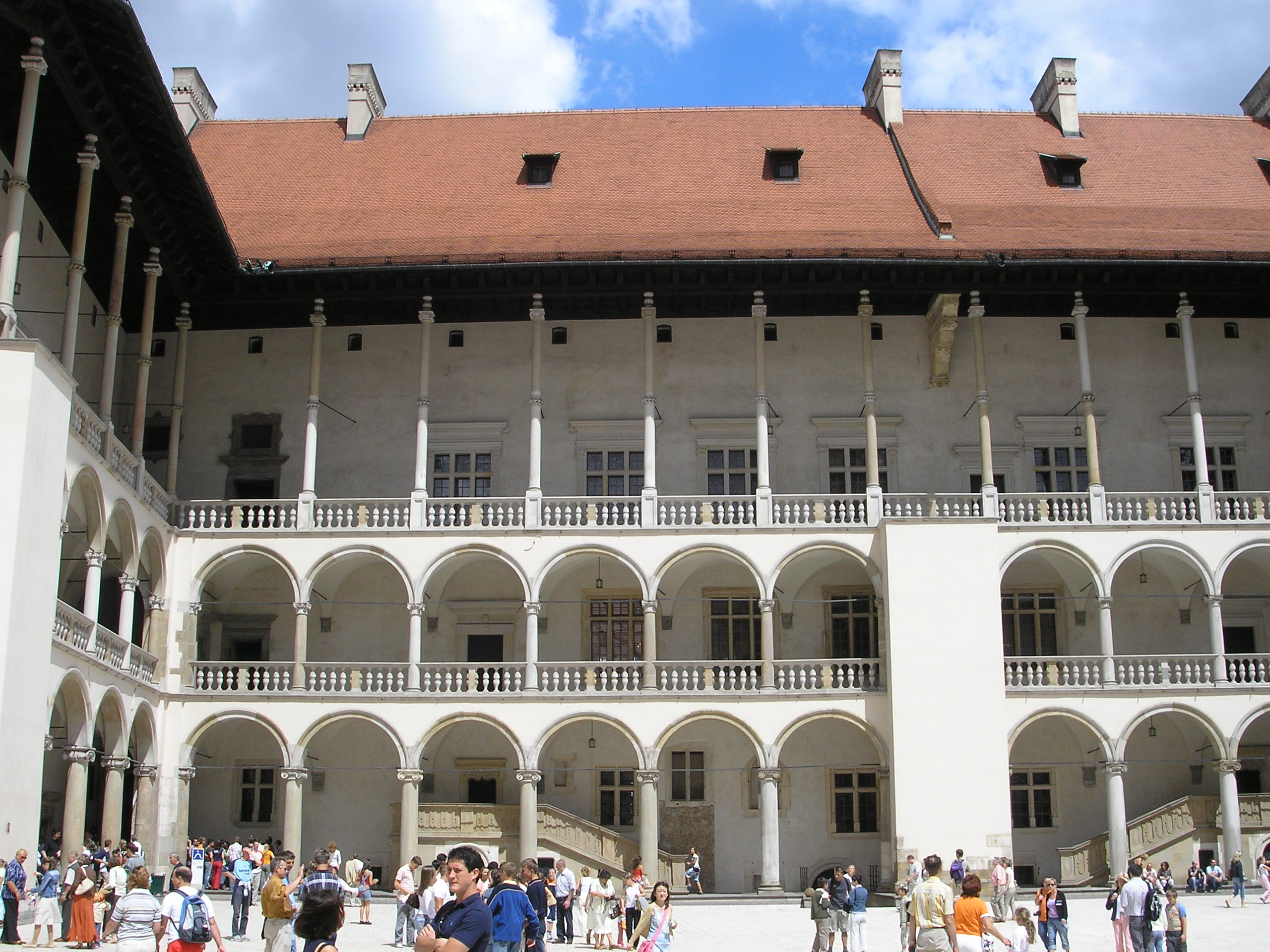
Castelul Wawel, curtea renascentistă

Începând cu marele duce lituanian Jogaila (Władysław al II-lea Jagiełło), s-a instituit dinastia Jagiellonă (1386–1572) ce a dus la formarea Uniunii Polono-Lituaniene. Această unire a adus în sfera de influență poloneză teritoriile fostei Rusii Kievene aflate sub control lituanian și s-a dovedit a fi benefică atât pentru polonezi, cât și pentru lituanieni, care au coexistat și au cooperat într-una dintre cele mai mari entități politice din Europa  în următoarele patru secole. În regiunea Mării Baltice, lupta Poloniei cu Cavalerii Teutoni a continuat și a inclus bătălia de la Grunwald (denumită de germani „bătălia de la Tannenberg” și de lituanieni „bătălia de la Žalgiris”, 1410) iar în 1466 s-a parafat pacea de la Thorn sub conducerea regelui Cazimir al IV-lea Jagiellon; tratatul a pus bazele înființării viitorului Ducat al Prusiei. În sud, Polonia s-a confruntat cu Imperiul Otoman și cu tătarii crimeeni, iar în est, a ajutat Lituania în lupta cu Cnezatul Moscovei. Polonia se dezvolta ca stat feudal, cu o economie predominant agrară și cu o nobilime latifundiară din ce în ce mai dominantă. Legea Nihil novi adoptată de Sejm (parlamentul) polonez în 1505 a transferat puterea legislativă de la monarh în mâinile Sejmului. Acest eveniment a marcat începutul perioadei denumite „Libertatea de Aur”, în care statul a fost guvernat de nobilimea polonă „liberă și egală”. Reforma protestantă a făcut profunde incursiuni în creștinismul polonez, ceea ce a avut ca rezultat o toleranță religioasă unică la acea vreme în politica europeană. Curentele Renașterii europene au evocat în Polonia Jagiellonă târzie (în timpul regilor Sigismund I cel Bătrân și Sigismund al II-lea Augustus) o imensă înflorire culturală și științifică, al cărui principal reprezentant este astronomul Nicolaus Copernic. Expansiunea teritorială a Poloniei și Lituaniei a mers înspre nord până în îndepărtata regiune Livonia.

## Uniunea Polono-Lituaniană

### Înființarea (1569–1648)

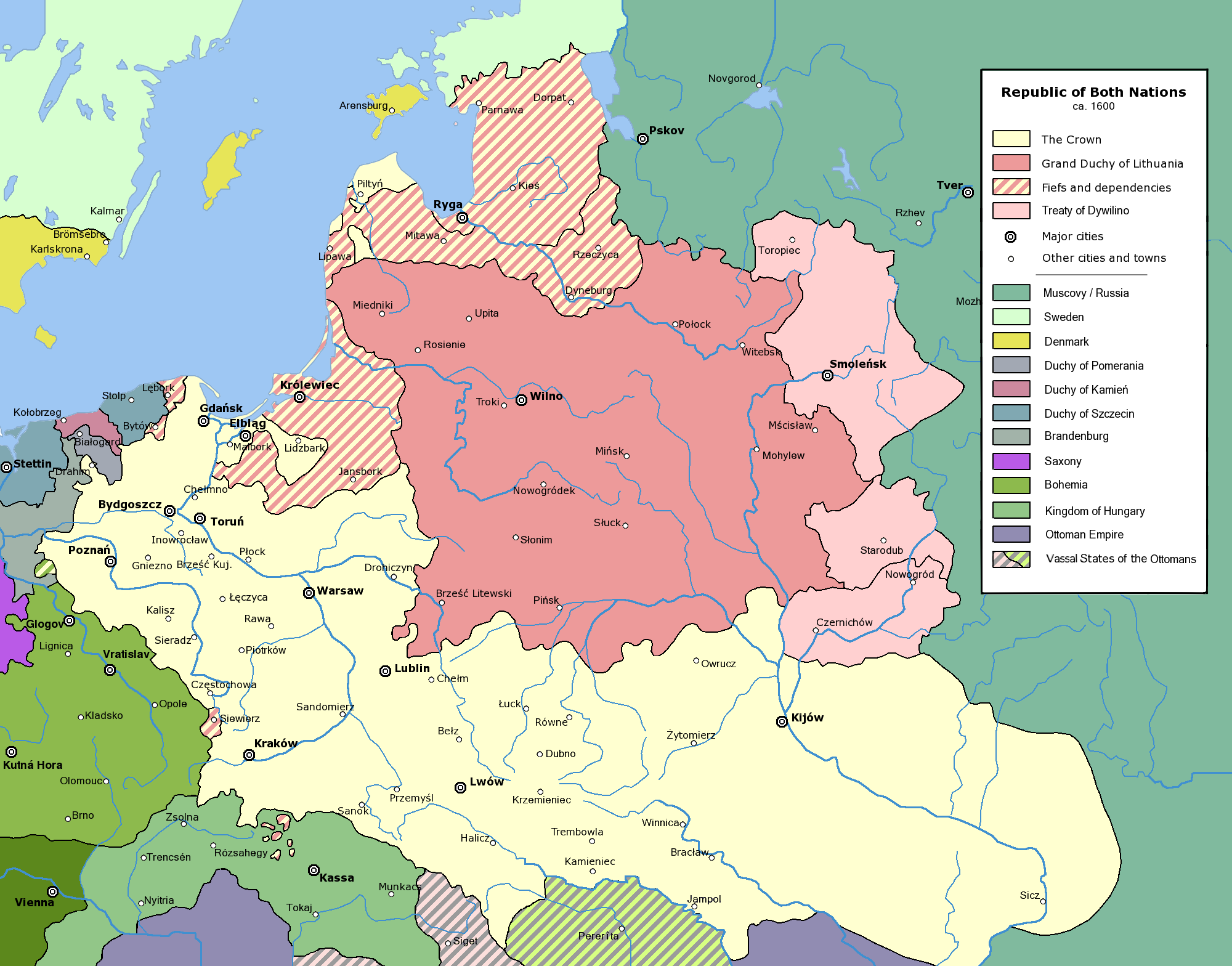
Uniunea Polono-Lituaniană la momentul de maximă expansiune teritorială, după armistițiul de la Deulino (Dywilino) din 1619

Unirea de la Lublin din 1569 a dus la formarea Uniunii Polono-Lituaniene, un stat federal mai strâns unificat. Uniunea era condusă mai ales de nobilime, printr-un sistem format din parlamentul central și adunări locale, în frunte cu monarhul ales. Dominația nobilimii, care constituia o proporție mai mare a populației față de alte țări europene, a dus la constituirea unei democrații timpurii („o sofisticată democrație nobiliară”), în contrast cu monarhiile absolutiste larg răspândite la acea vreme în restul Europei. Începutul Uniunii a coincis cu o perioadă de putere sporită a Poloniei, o epocă de progres al civilizației și prosperității. Uniunea Polono-Lituaniană devenise o putere influentă în Europa și o entitate culturală vitală, răspândind cultura occidentală către est. În a doua jumătate a secolului al XVI-lea și în prima jumătate a secolului al XVII-lea, Uniunea Polono-Lituaniană a fost un stat uriaș în Europa Centrală și de Est, a cărui suprafață se întindea pe aproape un milion de kilometri pătrați. Biserica Romano-Catolică s-a lansat într-o contraofensivă ideologică și Contrareforma a adus în sânul ei numeroși convertiți din cercurile protestante. Unirea de la Brest a divizat creștinii răsăriteni de pe teritoriul Uniunii. Forța militară deosebit de mare din timpul domniei lui Ștefan Báthory a suferit de pe urma conflictelor dinastice din timpul regilor dinastiei Vasa, Sigismund al III-lea și Władysław IV. Uniunea a dus războaie cu Rusia, Suedia și cu Imperiul Otoman și s-a confruntat cu o serie de răscoale căzăcești. Aliată cu monarhia Habsburgică austriacă, nu a participat direct la Războiul de Treizeci de Ani.

### Declinul (1648–1764)

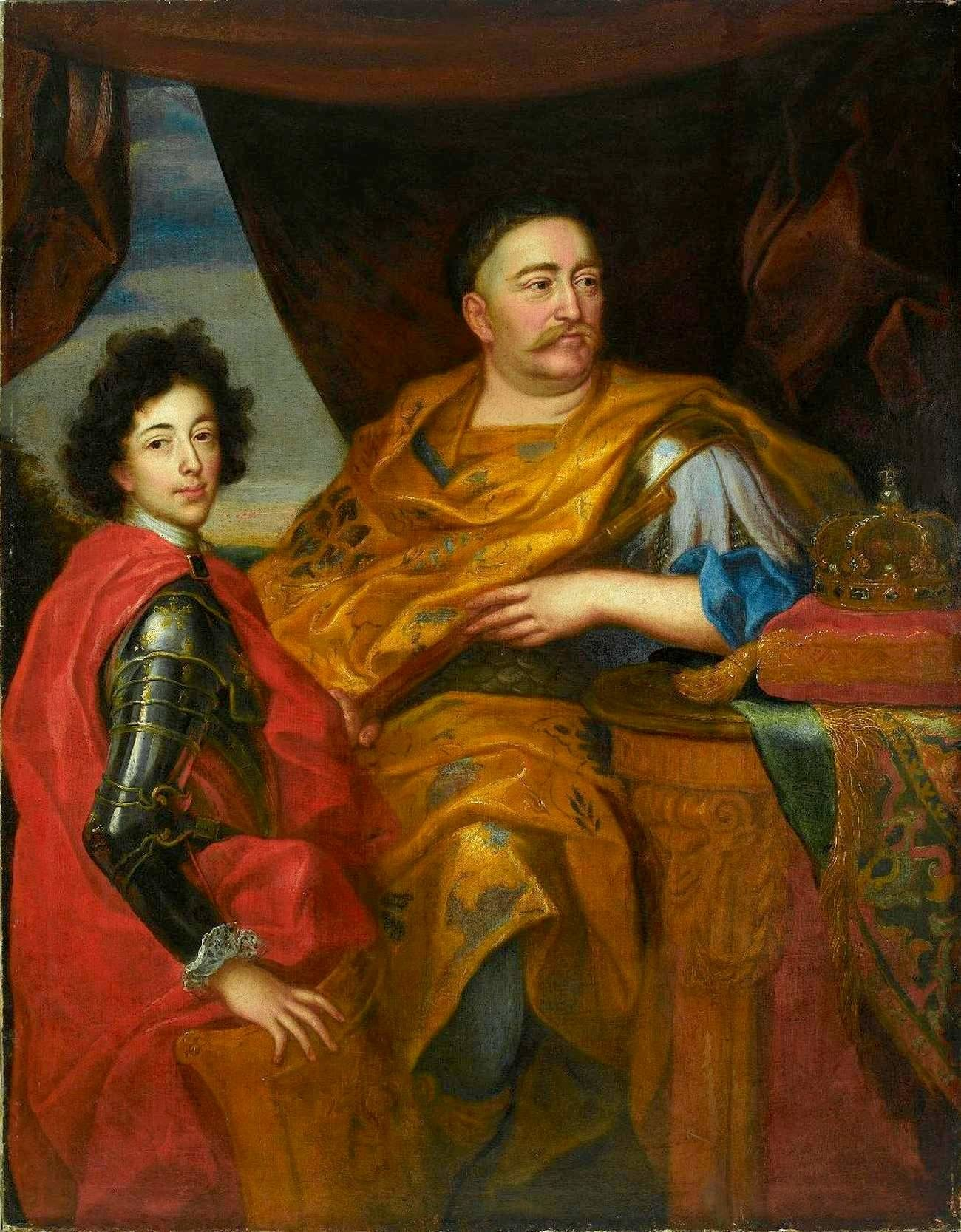
Regele Ioan al III-lea Sobieski împreună cu fiul său Jakub, pe care a încercat să-l lase succesor la tron. Sobieski a condus Uniunea în ultimele ei victorii.

Începând cu jumătatea secolului al XVII-lea, democrația nobiliară, supusă unor războaie devastatoare, a căzut în dezordine internă și apoi în anarhie, a intrat într-un declin treptat, care a făcut odinioară puternica Uniune vulnerabilă în fața intervențiilor străine. Din 1648, răscoala căzăcească condusă de Hmelnîțkîi a cuprins sudul și estul Uniunii și a fost urmată la scurt timp de invazia suedeză, care a pătruns până în teritoriile centrale ale Poloniei. Luptele cu cazacii și cu Rusia au divizat Ucraina, partea sa estică, pierdută de Uniune, devenind teritoriu al Rusiei. Ioan al III-lea Sobieski, ducând războaie prelungite cu Imperiul Otoman, a revitalizat încă o dată forța militară a Uniunii, contribuind decisiv în 1683 la despresurarea Vienei dintr-un asediu turcesc. Din acel moment, declinul nu a mai fost oprit. Uniunea, supusă unor războaie aproape constante până în 1720, a suferit enorme pierderi demografice și pagube în economie și structura socială. Guvernul a devenit ineficient din cauza conflictelor interne pe scară largă (de exemplu Rokosz-ul lui Lubomirski împotriva regelui Ioan al II-lea Cazimir și confederațiile rebele), procesul legislativ afectat de corupție și manipulare din partea intereselor străine. Clasa nobilimii a căzut sub controlul unui număr restrâns de familii puternice care și-au format domenii teritoriale, populația urbană și infrastructura au căzut în ruină, ca și majoritatea fermelor țărănești. Domniile a doi regi din dinastia saxonă Wettin, Augustus al II-lea și Augustus al III-lea, au adâncit dezintegrarea Uniunii. Marele Război al Nordului, o perioadă văzută de contemporani ca o eclipsă trecătoare, a constituit de fapt lovitura cea mai grea care a dus la prăbușirea republicii nobiliare. Regatul Prusiei a devenit o forță regională și a cucerit Silezia de la monarhia Habsburgică austriacă. Uniunea personală dintre Polonia-Lituania și Saxonia a dat naștere unei creșteri a mișcării reformiste în cadrul Uniunii Polono-Lituaniene, și a începuturilor culturii iluministe poloneze.

### Reformele și pierderea independenței (1764–1795)

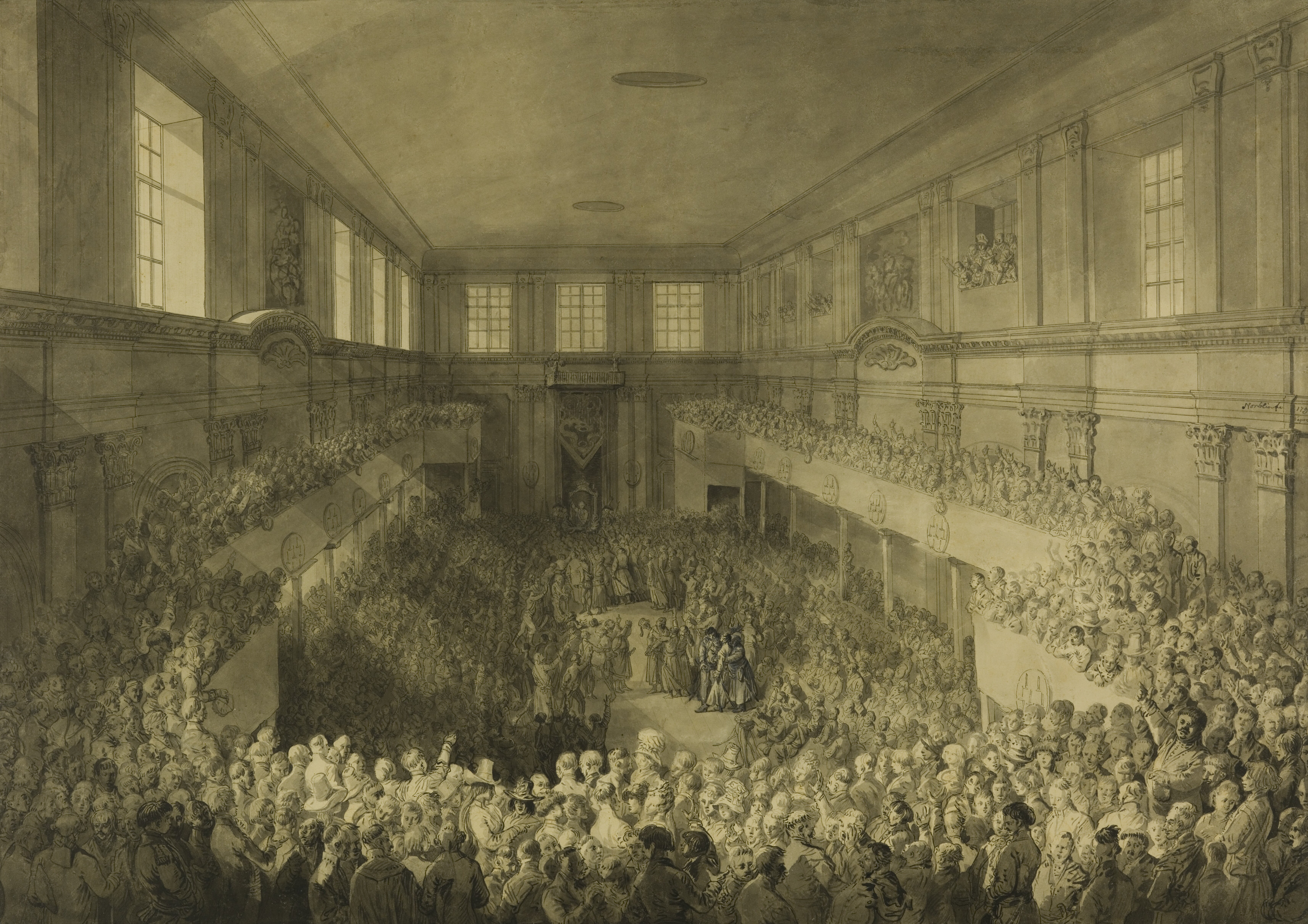
În 1791, Marele Sejm, sau Sejmul de Patru Ani a adoptat Constituția din 3 Mai în Castelul Regal

În ultima parte a secolului al XVIII-lea, Uniunea a încercat câteva reforme interne fundamentale. Activitatea de reformă a provocat reacții ostile și în cele din urmă un răspuns militar din partea puterilor vecine. A doua jumătate a secolului a adus îmbunătățiri ale economiei și o creștere semnificativă a populației. Capitala și cel mai populat oraș, Varșovia, a înlocuit Gdańskul ca principal centru comercial, iar rolul celor mai prospere pături urbane era în creștere. Ultimele decenii ale existenței Uniunii independente s-au caracterizat prin mișcări intense de reformă și progrese ample în domeniile educației, vieții intelectuale, artei și, mai ales către sfârșitul perioadei, evoluția sistemului social și politic. Alegerile regale din 1764 au avut ca rezultat urcarea pe tron a lui Stanisław August Poniatowski, un aristocrat rafinat, cu legături cu o facțiune de magnați, dar ales și promovat de împărăteasa Ecaterina a II-a a Rusiei, care se aștepta ca Poniatowski să-i urmeze instrucțiunile întocmai. Regele și-a petrecut domnia rupt între dorința de a implementa reforme necesare pentru salvarea țării, și necesitatea percepută de el de a rămâne în relație de subordonare față de susținătorii săi ruși. Confederația de la Bar din 1768 a fost o revoltă a șleahtei îndreptată împotriva Rusiei și regelui Poloniei, cu scopul de a conserva independența Poloniei și de a susține cauzele tradiționale ale șleahtei. Ea a fost înăbușită și urmată în 1772 de prima împărțire a Uniunii, cedarea teritorială forțată către Imperiul Rus, Regatul Prusiei și Austria Habsburgică. „Sejmul Împărțirii” în condiții de presiune a ratificat împărțirea ca fait accompli, dar în 1773 a înființat și Comisia pentru Educație Națională, o autoritate educațională unică în Europa acelor vremuri.

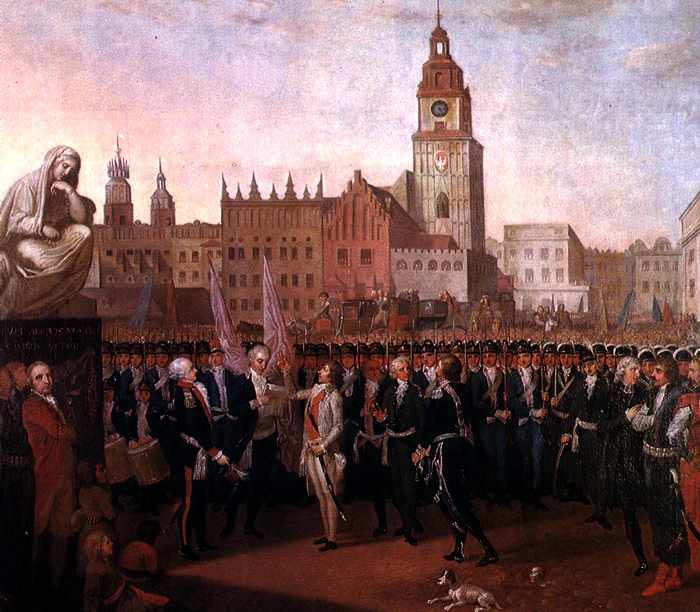
Revolta lui Kościuszko a început prin jurământul lui Tadeusz Kościuszko la Cracovia, 1794

Îndelungatul sejm convocat de Stanisław August în 1788 a fost denumit Marele Sejm, sau Sejmul de Patru Ani. Principala sa realizare a fost adoptarea Constituției din 3 Mai, prima lege de acest fel din Europa modernă. Documentul moderat-reformist, acuzat de detractorii Revoluției Franceze, a generat în curând o opoziție puternică din partea cercurilor conservatoare ale marii nobilimi a Uniunii și din partea Ecaterinei a II-a, hotărâtă să împiedice o renaștere a puternicii Uniuni. Confederația de la Targowica, a marii nobilimi, a cerut ajutorul țarinei și în mai 1792 armata rusă a pătruns pe teritoriul deja redus al Uniunii. Războiul de apărare dus de forțele Uniunii a luat sfârșit atunci când regele, convins de inutilitatea rezistenței, a capitulat și a aderat la Confederația de la Targowica. Confederația a preluat puterea, dar Rusia și Prusia au planificat și au pus în aplicare în 1793 a doua împărțire a Uniunii, care a lăsat țara cu un teritoriu drastic redus, practic incapabilă să existe ca stat independent. Reformiștii, radicalizați de evenimentele recente, în exil sau pe teritoriul ce încă mai aparținea Uniunii, au început să pună la cale insurecții naționale. Tadeusz Kościuszko a fost ales conducător al insurecției; popularul general venea din străinătate și, la 24 martie 1794 la Cracovia a proclamat o revoluție națională sub comanda sa. Kościuszko a eliberat și a înrolat în armata sa numeroși țărani, dar după lupte grele, și deși susținută puternic și de orășenimea de rând, insurecția s-a dovedit incapabilă de a genera colaborarea externă necesară pentru a primi ajutor. Ea a sfârșit suprimată de forțele Rusiei și Prusiei, Varșovia căzând în noiembrie. A treia și ultima împărțire a Uniunii a fost efectuată de toate cele trei puteri vecine și prin ea, în 1795, Uniunea Polono-Lituaniană a fost ștearsă de pe harta politică a Europei.

## Polonia divizată și subjugată

### Anii rezistenței armate (1795–1864)

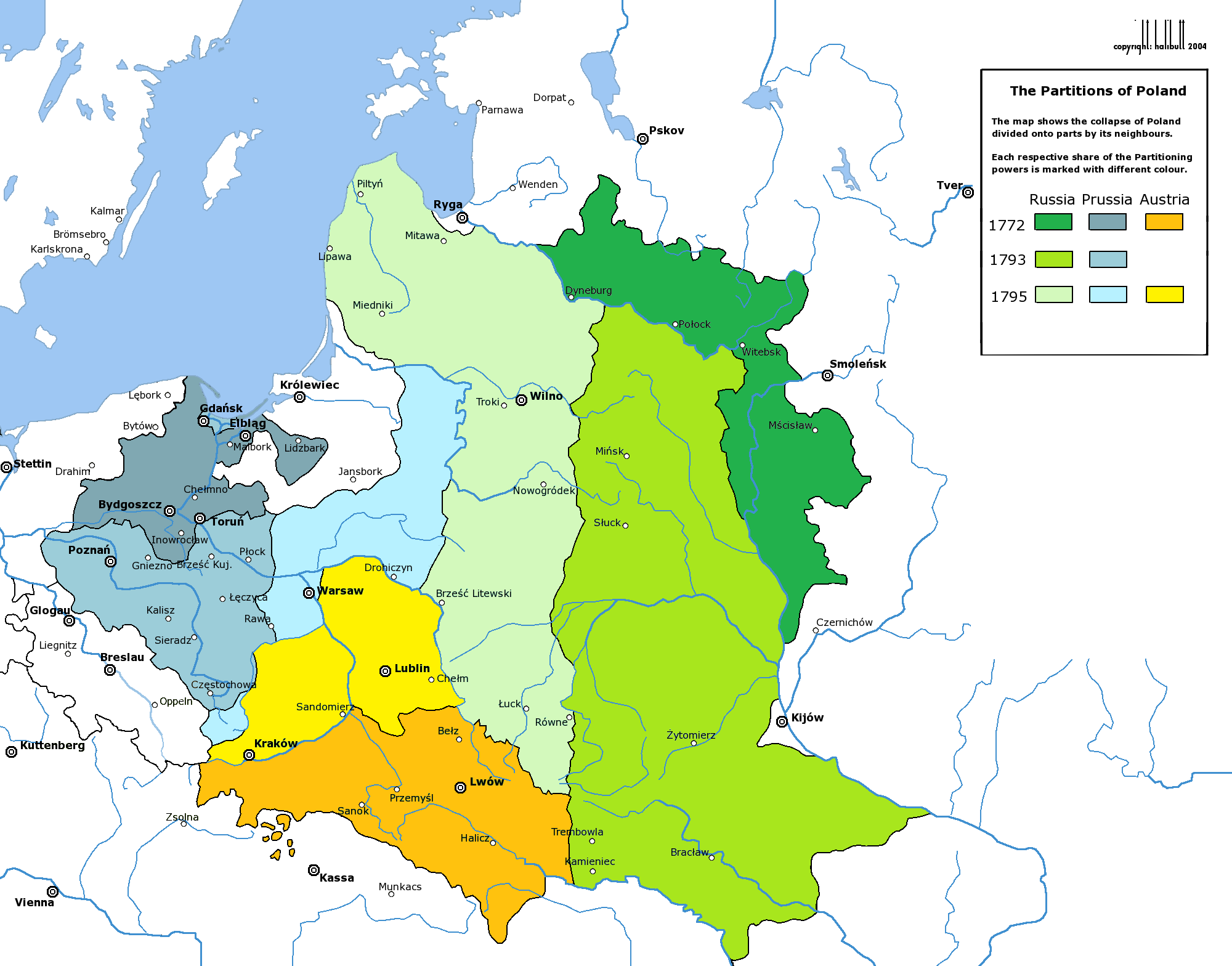
Cele trei împărțiri ale Uniunii Polono-Lituaniene (1772, 1793 și 1795)

Deși nu a mai existat un stat independent polonez, ideea independenței Poloniei a fost ținută în viață de-a lungul secolului al XIX-lea și s-a manifestat prin mai multe revolte ale polonezilor și alte acțiuni militare împotriva puterilor care au divizat țara. Eforturile militare de după împărțire s-au bazat la început pe alianțele polonezilor cu Franța post-revoluționară. Legiunile poloneze ale lui Henryk Dąbrowski au luptat în campaniile franceze din afara Poloniei, în speranța că implicarea lor și contribuția adusă vor avea ca urmare eliberarea patriei lor polone. Imnul național al Poloniei — Mazurka lui Dąbrowski — a fost compus ca laudă pentru acțiunile acestuia de către Józef Wybicki în 1797. Ducatul Varșoviei, un stat polonez mic și semiindependent, a fost înființat în 1807 de Napoleon Bonaparte, în urma victoriei asupra Prusiei. Forțele militare ale Ducatului, conduse de Józef Poniatowski, au participat la numeroase campanii, între care se numără Războiul Austro-Polon din 1809, invazia franceză a Rusiei în 1812, și la campania germană din 1813.

Saltul lui Józef Poniatowski în Elster la bătălia de la Leipzig, o epitomă a soartei Poloniei

După înfrângerea lui Napoleon, Congresul de la Viena a stabilit o nouă ordine europeană. Adam Czartoryski a devenit principalul susținător al cauzei naționale polone. Congresul a implementat o nouă schemă de divizare, care ținea cont de unele din câștigurile realizate de polonezi în timpul perioadei napoleoniene. Ducatul Varșoviei a fost înlocuit cu un stat rezidual polonez, denumit oficial „Regatul Poloniei”, aflat în uniune personală cu Imperiul Rus și condus de țarul Rusiei; acest stat este denumit astăzi de istorici „Polonia Congresului”, deoarece a fost înființat de Congresul de la Viena. La est de acest regat, mari zone ale fostei Uniuni au rămas direct încorporate în Rusia; împreună cu Regatul Poloniei, ele făceau parte din diviziunea rusească. Din diviziunea prusacă, o mică porțiune a fost separată sub titlul de Marele Ducat al Posenului. Pe teritoriul diviziunii austriece, a apărut Republica Cracoviei, un oraș-stat sub supervizarea comună a tuturor celor trei puteri. Aceste diviziuni nu erau unități administrative, ci sunt identificate ca regiuni istorice, drept fostele teritorii ale Uniunii Polono-Lituaniene preluate respectiv de cele trei puteri.

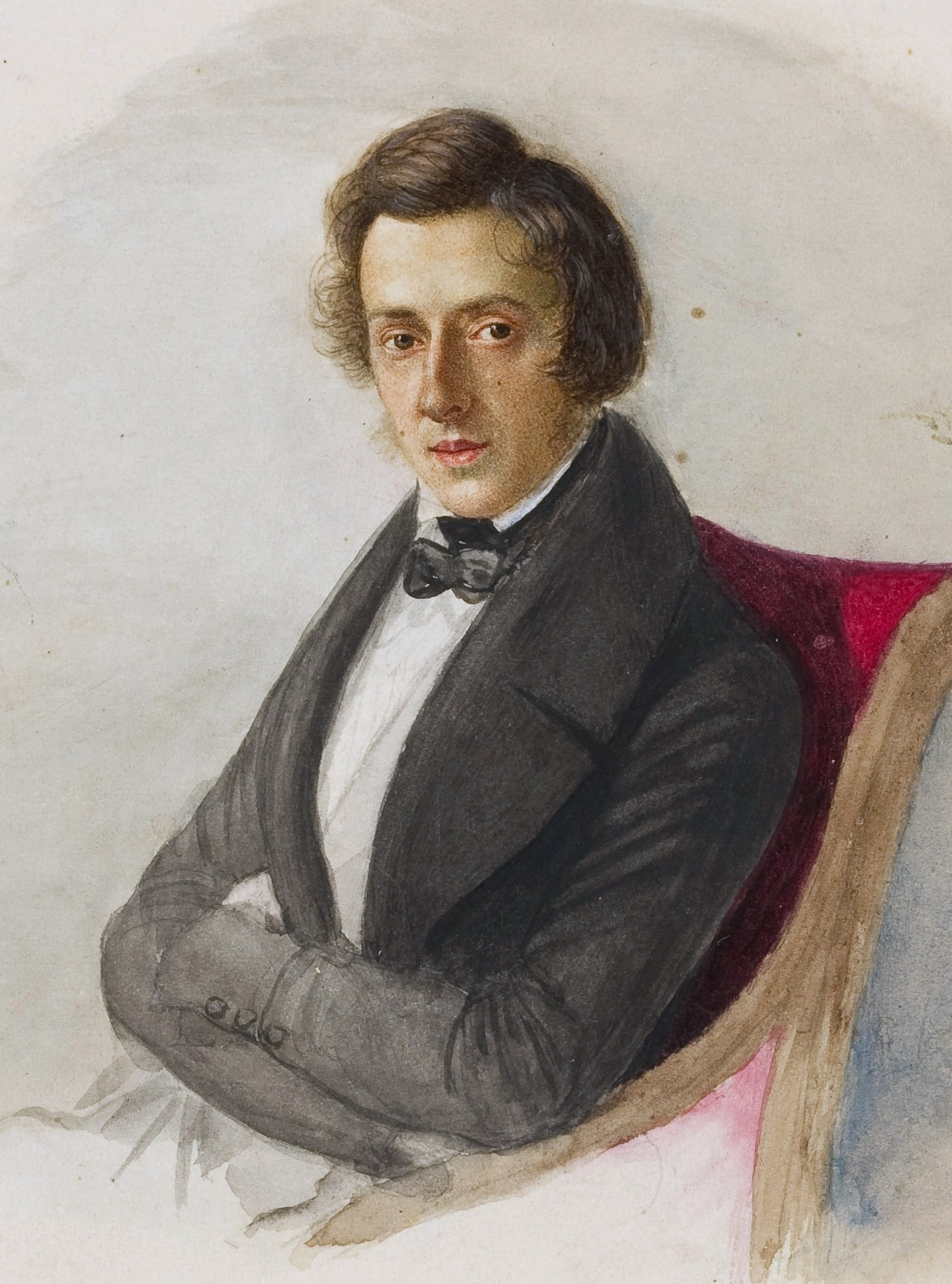
Frédéric Chopin a scris piese de pian în stil de improvizație, multe inspirate de muzica populară poloneză.

Politicile din ce în ce mai represive ale puterilor divizatoare au dus la apariția unor mișcări revoluționare poloneze, iar în 1830 a avut loc Revolta din Noiembrie în Regatul Poloniei aflat sub control rusesc. Revolta s-a dezvoltat într-un război în toată regula cu Rusia, dar conducerea ei a fost deturnată de cercurile conservatoare polone, care se fereau să atace Imperiul și erau ostile lărgirii bazei sociale a mișcării pentru independență prin măsuri cum ar fi reformele agrare. În ciuda resurselor semnificative mobilizate și în ciuda sacrificiului făcut de participanți, o serie de greșeli ale unor comandanți militari nehotărâți sau incompetenți numiți de guvernul polon au dus în cele din urmă la înfrângerea insurgenților de către armata țaristă.
După căderea Revoltei din Noiembrie, mii de foști combatanți și alți activiști polonezi au emigrat către Europa de Vest, unde au fost la început primiți cu entuziasm. Acest element, denumit Marea Emigrare, avea să domine în curând viața politică și intelectuală poloneză. Împreună cu liderii mișcării pentru independență, comunitatea din exil a cuprins cele mai mari minți literare și artistice poloneze, inclusiv poeții romantici Adam Mickiewicz, Juliusz Słowacki, Cyprian Norwid și compozitorul Frédéric Chopin. În Polonia ocupată și subjugată, progresul a fost căutat și prin activități de autoinstruire, cum ar fi munca organică; unii oameni, în cooperare cu cercurile de emigranți, au pus la cale conspirații și s-au pregătit pentru următoarea insurecție armată.
După ce autoritățile au aflat de pregătirile secrete, revolta națională a sfârșit printr-un fiasco la începutul lui 1846. În cea mai semnificativă manifestare a sa, Revolta din Cracovia din februarie 1846, acțiunile patriotice s-au combinat cu cererile revoluționare, dar rezultatul a fost doar încorporarea Republicii Cracoviei în Imperiul Austriac. Autoritățile austriece au profitat de nemulțumirea țăranilor, incitându-i pe țărani împotriva unităților de insurgenți dominate de nobili; aceasta s-a soldat cu măcelul din Galiția, o răscoală violentă antifeudală, departe de motivațiile provocării. A venit un nou val de implicări militare și de alt fel ale polonezilor în teritoriile anexate și în alte părți ale Europei, în contextul Primăverii Națiunilor din 1848. În particular, evenimentele din Berlin au precipitat Insurecția din Polonia Mare, în care țăranii din Prusia, care în acel moment fuseseră în mare parte emancipați, au jucat un rol important.

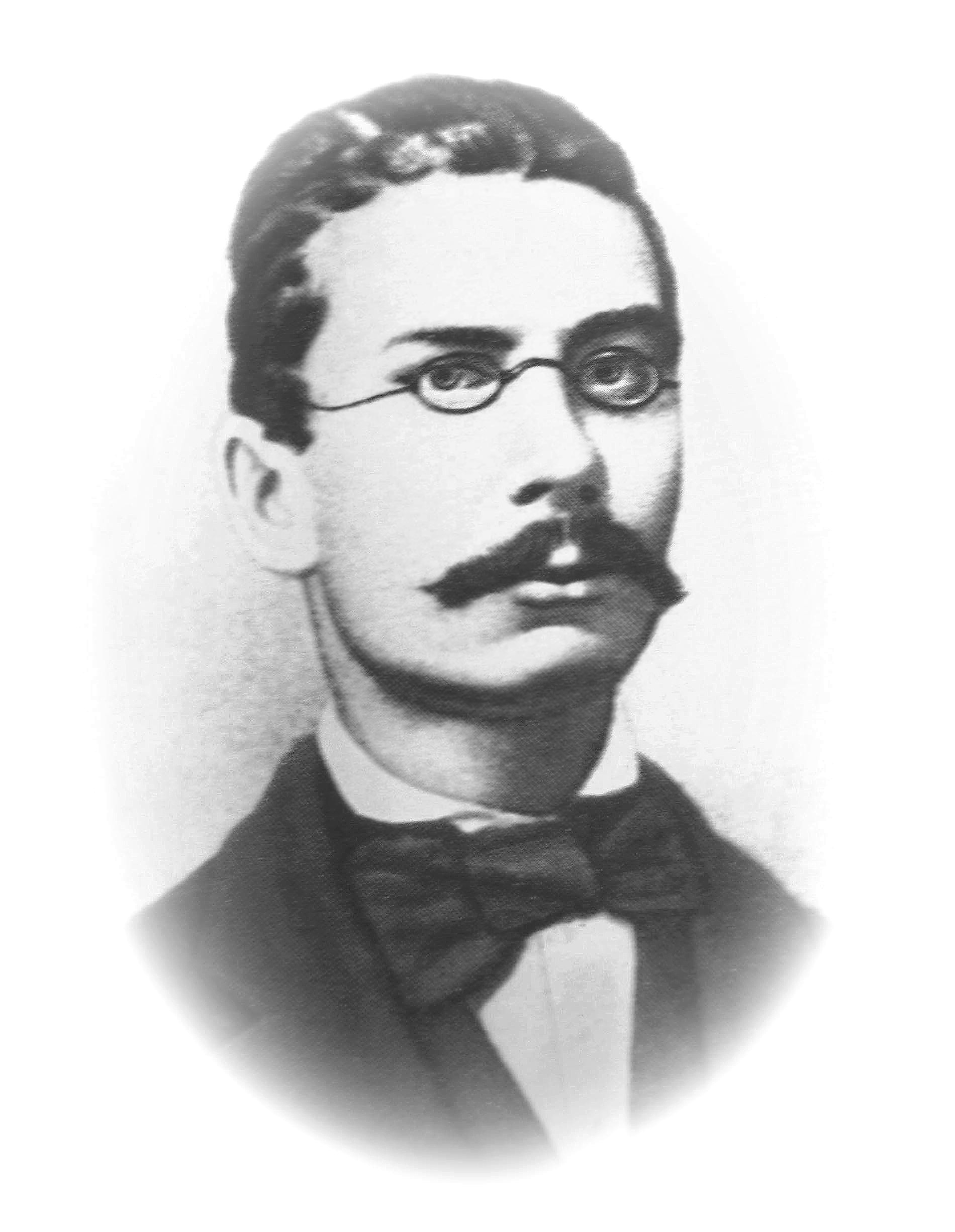
Romuald Traugutt, ultimul „dictator” din Revolta din Ianuarie

Activitățile de eliberare națională s-au reluat în 1860-1861; la marile demonstrații din Varșovia, forțele rusești au tras în manifestanți și au ucis numeroși civili. Facțiunea „roșie” (de stânga) a conspirației, care promova emanciparea țărănimii și coopera cu revoluționarii ruși, s-a implicat în pregătiri imediate pentru o revoltă națională. „Albii”, facțiunea de dreapta, înclina spre cooperarea cu autoritățile rusești, simultan cu propuneri pentru reforme parțiale. Pentru a neutraliza potențialul uman al roșiilor, Aleksander Wielopolski, liderul conservator al guvernului Regatului Poloniei, a aranjat o campanie de recrutare parțială selectivă a tinerilor polonezi pentru armata rusă, care a grăbit izbucnirea ostilităților. După perioada inițială, Revoltei din Ianuarie i s-au alăturat albii, care au preluat conducerea ei. Au luptat unități de partizani împotriva unui adversar mult mai numeros. Luptele s-au limitat la teritoriul Regatului și au durat din ianuarie 1863 până în primăvara lui 1864, când Romuald Traugutt, ultimul comandant suprem al insurgenței, a fost capturat de către poliția țaristă.
La 2 martie 1864, autoritățile ruse — obligate de revoltă să concureze pentru loialitatea țărănimii poloneze — a publicat oficial un decret de emancipare a țăranilor din Regat, în linie cu proclamația anterioară a insurgenților de reformă agrară. Aceasta a creat condițiile necesare dezvoltării sistemului capitalist în Polonia centrală. În momentul când polonezii au conștientizat inutilitatea rezistenței armate fără susținere din exterior, diferitele segmente ale societății poloneze treceau prin transformări profunde și ample de natură socială, economică și culturală.

### Formarea societății poloneze moderne sub dominație străină (1864–1918)

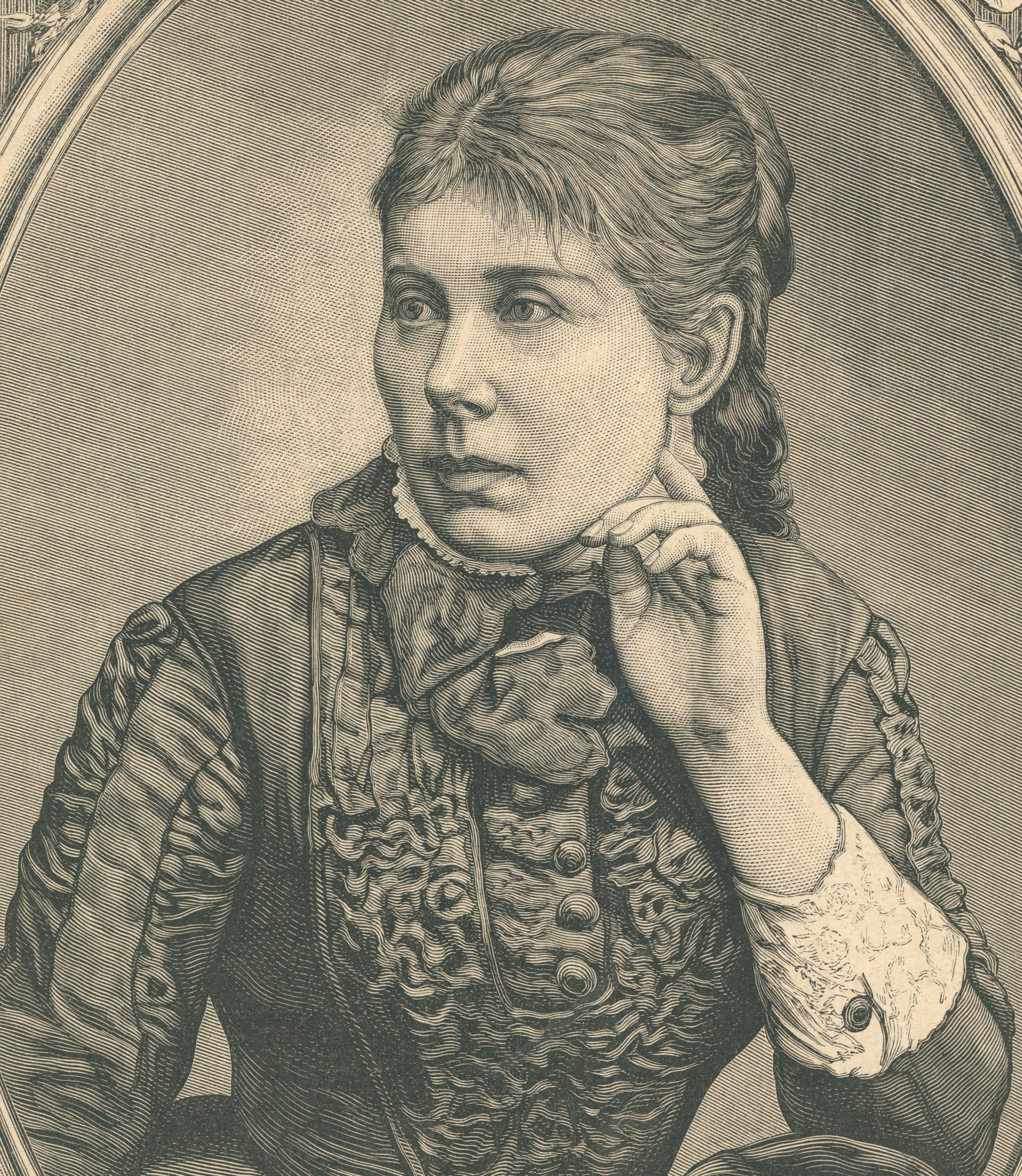
Maria Konopnicka, autoare reprezentativă pentru atitudinile sociale ale perioadei pozitivismului

După eșecul ultimei insurecții naționale, Revolta din Ianuarie 1863, poporul polonez, supus, în teritoriile sub ocupație rusească și prusacă, la un control din ce în ce mai strict și la persecuții crescânde, și-a conservat identitatea prin mijloace neviolente. După revoltă, Polonia Congresului, retrogradată în ce privește statutul oficial de la cel de Regat al Poloniei la titulatura de Țara Vistulei, a fost integrată mai strâns cu Rusia propriu-zisă, dar încă nu a dispărut ca entitate distinctă. Limbile rusă și germană erau impuse în toate comunicațiile publice și Biserica Catolică a fost supusă unor drastice represiuni. Pe de altă parte Galiția (regiune aflată azi în vestul Ucrainei și sudul Poloniei) rămăsese mult în urmă din punct de vedere economic și social, dar sub dominația austro-ungară, a primit, ca secțiune a părții austriece a imperiului, un grad limitat de autonomie, și a trecut printr-o perioadă treptată de relaxare a politicilor autoritare și de renaștere culturală polonă. Pozitivismul a luat locul romantismului ca principal curent intelectual, social și literar.
Activitățile sociale ale „muncii organice” constau din organizații de auto-ajutor care promovau progres economic și lucrau la ameliorarea competitivității firmelor din industrie și fermelor agricole poloneze. Noile metode comerciale și noile mijloace de creștere a productivității au fost discutate și puse în aplicare prin asociații profesionale și prin grupuri speciale de interese, în vreme ce instituțiile financiare bancare și cooperatiste poloneze puneau la dispoziție credite necesare pentru investiții. Cealaltă sferă de interes a muncii organice erau educația și dezvoltarea intelectuală a oamenilor de rând. Au fost înființate numeroase biblioteci și săli de lectură în orășele și sate, și numeroasele periodice tipărite au reflectat interesul crescând pentru educația populară. Societățile științifice și educative activau în mai multe orașe.

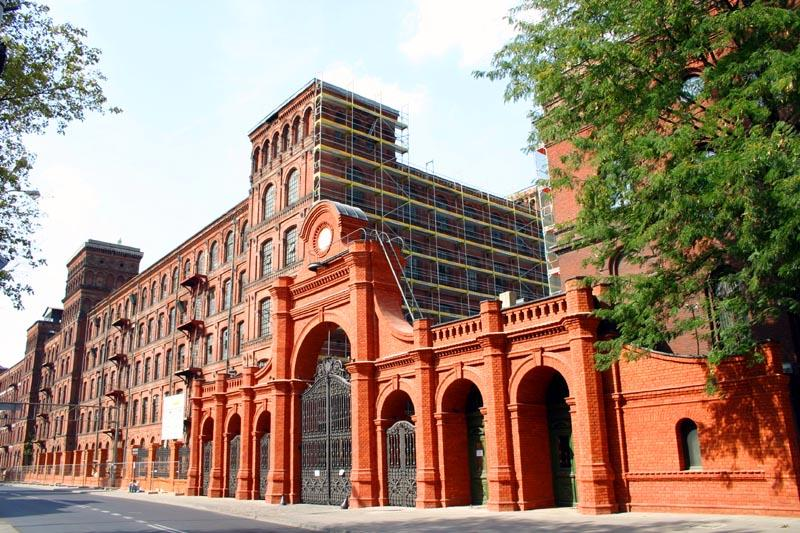
Fabrică din secolul al XIX-lea din Łódź, un mare centru al industriei textile

Modificările economice și sociale, cum ar fi reforma agrară și industrializarea, în combinație cu efectele dominației străine, au schimbat structura socială veche de secole a societății poloneze. Între clasele sociale emergente se numărau industriașii înstăriți și bancherii, pe lângă tradiționala și încă foarte importanta aristocrație proprietară de pământuri. O clasă socială de mijloc, educată și profesionistă, adesea provenea din rândurile aristocrației scăpătate (numeroase latifundii mai mici, bazate pe iobăgie nu au supraviețuit reformelor agrare) și din rândurile orășenilor. Proletariatul industrial, noua clasă săracă, provenea de regulă din rândurile țăranilor săraci sau orășenilor forțați să migreze în căutare de muncă spre centrele urbane din țările lor de origine sau din străinătate. Milioane de locuitori ai fostei Uniuni, aparținând diferitelor etnii, au muncit sau s-au stabilit în orașele din Europa sau America de Nord și de Sud.

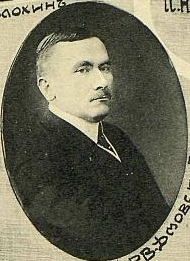
Ideologia naționalistă a lui Roman Dmowski a avut o influență semnificativă

Schimbările au fost parțiale și treptate, iar ritmul industrializării și dezvoltării capitaliste a pământurilor poloneze a rămas în urma regiunilor mai avansate din Europa de Vest. Cele trei părți ale Poloniei divizate și-au dezvoltat fiecare economia sa diferită, și s-au integrat economic cu statele ce le dețineau, mai mult decât între ele. În anii 1870–1890, au apărut mișcări socialiste, naționaliste și agrariene, precum și partide politice corespunzătoare, în Polonia divizată și în Lituania. Principalele grupuri etnice minoritare din fosta Uniune, între care ucrainenii, lituanienii, belarușii și evreii, s-au implicat în propriile mișcări și planuri naționale, care au întâmpinat dezaprobarea activiștilor polonezi pentru independență, care contau pe renașterea Uniunii. Pe la începutul secolului al XX-lea, mișcarea culturală Tânăra Polonie, centrată în Galiția și profitând de mediul mai favorabil curentelor liberale, a fost izvorul celor mai reușite producții literare și artistice ale Poloniei. Marie Skłodowska-Curie a fost o cercetătoare în domeniul radiațiilor, emigrată la Paris.
Revoluția rusă din 1905 a ridicat noi valuri de frământări în rândurile polonezilor, Roman Dmowski și Józef Piłsudski activând ca lideri ai facțiunilor naționalistă, respectiv socialistă. După ce autoritățile au recucerit controlul asupra Imperiului, revolta din Regat, pus sub lege marțială, s-a retras și ea, obținând în schimb câteva concesiuni în ce privește drepturile naționale și ale muncitorilor, inclusiv reprezentarea polonezilor în nou-înființata Dumă. Unele din drepturile câștigate au fost însă în scurt timp eliminate, ceea ce, împreună cu intensificarea germanizării în porțiunea prusacă, a făcut ca Galiția Austriacă să rămână cel mai potrivit mediu pentru acțiuni patriotice.

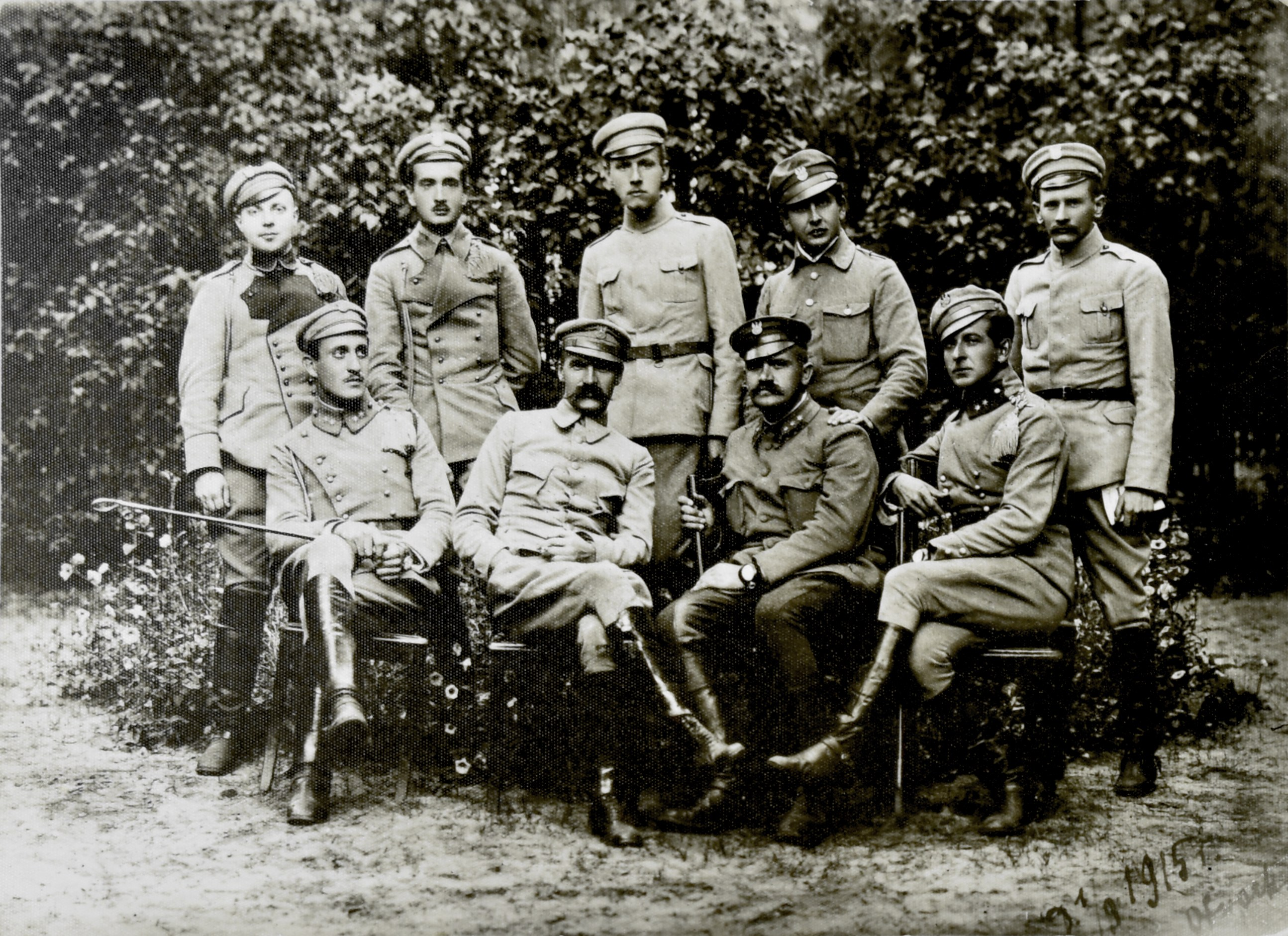
„Comandantul”: Józef Piłsudski cu membrii legiunii sale în 1915

După izbucnirea Primului Război Mondial?, în care puterile care au divizat Polonia s-au confruntat între ele, unitățile paramilitare ale lui Piłsudski staționate în Galiția s-au transformat în Legiunile Poloneze și, ca parte a armatei austro-ungare, au luptat pe Frontul de Est împotriva Rusiei.
Primul Război Mondial și turbulențele politice care frământau Europa în 1914 au oferit poporului polonez speranța recâștigării independenței. La izbucnirea războiului, polonezii s-au văzut recrutați în armatele Germaniei, Austriei și Rusiei, și obligați să lupte unii împotriva altora într-un război care nu era al lor. Deși numeroși polonezi simpatizau cu Franța și Regatul Unit, lor le era greu să lupte de partea aliatului acestora, Rusia. Ei nu aveau însă nicio simpatie nici pentru germani. Numărul total al morților între 1914 și 1918, militari și civili, corespunzător frontierelor interbelice ale Poloniei, s-a ridicat la circa 1.128.000. Până la sfârșitul Primului Război Mondial, Polonia a fost teatrul înfrângerilor și retragerilor succesive ale tuturor celor trei puteri care o divizaseră.
De-a lungul războiului, zona Poloniei Congresului a fost ocupată de Puterile Centrale, Varșovia căzând în mâinile germanilor la 5 august 1915. Prin Legea din 5 Noiembrie 1916, Imperiul German și Austro-Ungaria au proclamat reînființarea unui Regat al Poloniei (Królestwo Regencyjne, Regatul Regenței) pe teritoriul cucerit de la ruși. Acest nou stat-marionetă a existat până în noiembrie 1918, când a fost înlocuit de nou-proclamata Republică Polonă. Independența Poloniei fusese revendicată în Occident de Dmowski și de Ignacy Paderewski. Cu susținerea președintelui american Woodrow Wilson, independența Poloniei a fost oficial acceptată în iunie 1918 de puterile Antantei, de partea cărora deja luptau numeroase armate de voluntari polonezi. În interiorul Poloniei, în octombrie-noiembrie avea loc o luptă finală pentru independență Ignacy Daszyński conducând un efemer guvern polonez la Lublin începând cu 6 noiembrie. Germania a decis să-și retragă trupele din Varșovia și l-a eliberat pe Piłsudski, care a intrat în oraș la 10 noiembrie.

## A Doua Republică Polonă (1918–1939)

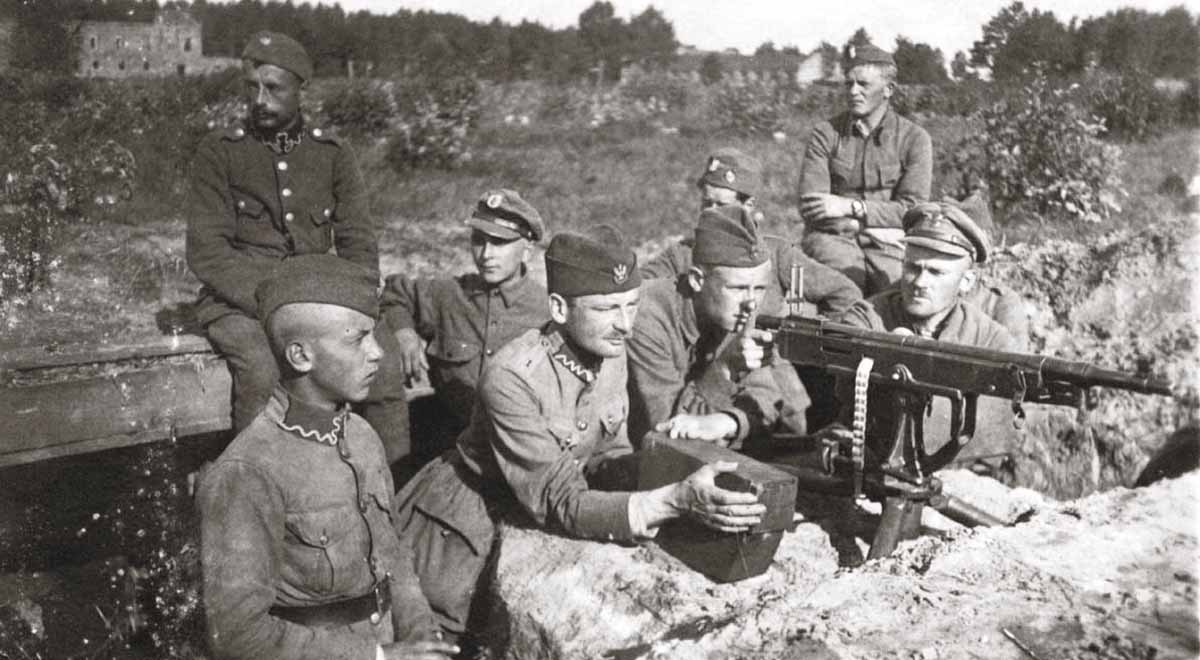
Războiul Polono-Sovietic, apărarea Varșoviei, august 1920

După mai mult de un secol de dominație străină, Polonia și-a recucerit independența în 1918, independență ce a fost recunoscută internațional în 1919 prin tratatul de la Versailles. Conferința de Pace de la Paris și tratatul de la Versailles, cu care s-a terminat conferința, au rezolvat problema frontierei vestice a Poloniei cu Germania, inclusiv cea a Coridorului Polonez care a dat Poloniei ieșire la Marea Baltică, și statutul separat al Orașului Liber Danzig. S-a hotărât organizarea unor plebiscite în sudul Prusiei Orientale și în Silezia Superioară, dar aspectele legate de frontierele de nord, sud și est au rămas în suspensie, ceea ce a condus la conflicte militare.
Dintre multiplele conflicte de frontieră ce au urmat, cel mai mare a fost Războiul Polono-Sovietic din 1919-1921. Piłsudski întreținuse unele planuri ample de cooperare anti-rusă în Europa de Est și, în 1919, forțele poloneze au înaintat către est în Lituania, Belarus și Ucraina (ultima fiind anterior teatrul Războiului Polono-Ucrainean), profitând de preocuparea rușilor cu războiul civil. Până în iunie 1920, armatele polone trecuseră de Vilnius, Minsk și (aliate cu Directoratul Ucrainei) au ajuns la Kiev, dar apoi masiva contraofensivă bolșevică a îndepărtat polonezii din mare parte din Ucraina, iar frontul de nord a ajuns la marginea Varșoviei. Un dezastru aparent sigur a fost evitat în Bătălia de la Varșovia din august, printr-o combinație între priceperea de strateg a lui Piłsudski și un efort național considerabil.

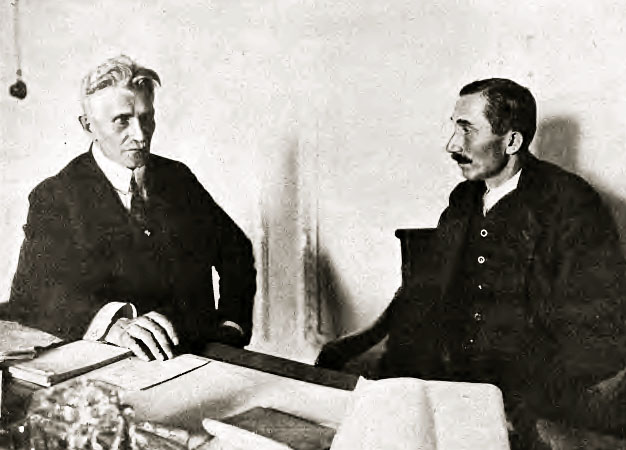
Wincenty Witos (dreapta) și Ignacy Daszyński au condus un guvern pe timp de război în 1920. Witos a fost un lider agrarian și politician de centru, ulterior persecutat sub regimul Sanației.

Armatele rusești au fost despărțite, înfrânte și respinse, ceea ce l-a forțat pe Lenin și pe conducerea sovietică să abandoneze pentru moment obiectivul strategic de a face joncțiunea cu tovarășii socialiști germani (speranța lui Lenin de a genera susținere pentru Armata Roșie în Polonia deja nu avea șanse să se materializeze). Ocuparea Vilniusului (Wilno) de către Piłsudski în octombrie 1920 a stricat relațiile polono-lituaniene pentru tot restul perioadei interbelice. Federația est-europeană de state dorită de Piłsudski (inspirat de tradiția „Republicii multietnice a celor Două Popoare” — Uniunea Polono-Lituaniană — cuprinzând un stat  multinațional succesor al Marelui Ducat al Lituaniei) era incompatibil, în acea vreme a mișcărilor naționale, cu prezumția dominației polone și cu ocuparea țărilor popoarelor vecine și stăvilirea aspirațiilor acestora; din acest motiv, a fost sortit eșecului. O structură federativă mai mare întâmpina opoziție și din partea național-democraților lui Dmowski. Reprezentantul acestora la tratativele pentru Pacea de la Riga a acceptat să lase Minskul, Berdîhivul și Camenița Podoliei cu zonele înconjurătoare de partea sovietică a graniței, nedorind să permită modificări demografice pe care național-democrații le considerau nedorite, și anume reducerea proporției populației poloneze din țară.

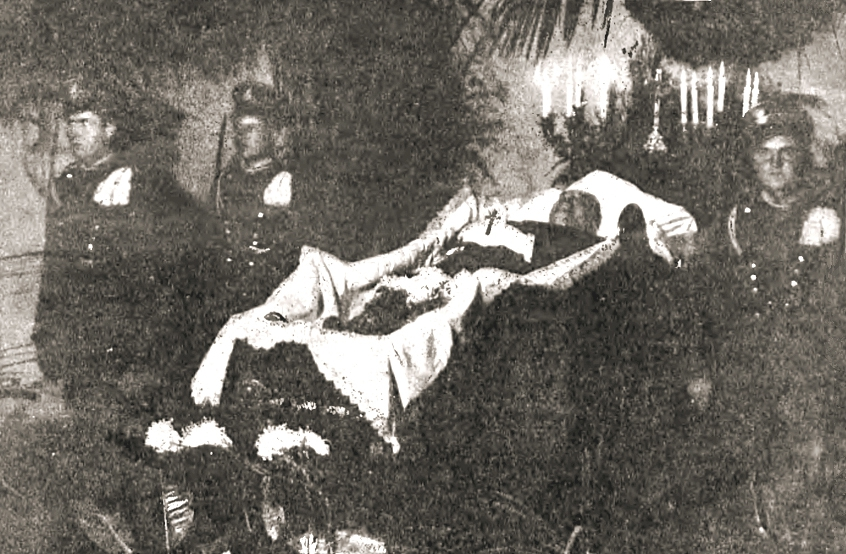
Funeraliile președintelui Gabriel Narutowicz

Tratatul de la Riga din 1921 a rezolvat problema frontierei de est, păstrând pentru Polonia o bună parte din fostele teritorii răsăritene ale Uniunii, cu prețul divizării teritoriilor fostului Mare Ducat al Lituaniei (Lituania și Belarus) și al Ucrainei. Ucrainenii au rămas fără un stat național al lor și s-au simțit trădați de aranjamentele de la Riga; resentimentele lor au dat naștere unor ostilități anti-poloneze și unor mișcări naționaliste extremiste. Teritoriile din est dobândite în 1921 aveau să fie implicate într-un schimb aranjat și impus de sovietici în 1943-1945, prin care Polonia renăscută era compensată pentru teritoriile răsăritene anexate de URSS cu teritorii ale Germaniei.
Succesul din Războiul Polono-Sovietic a dat Poloniei un fals sentiment că ar fi o putere militară majoră și autosuficientă, și guvernului o justificare pentru încercarea de a rezolva probleme internaționale prin soluții impuse unilateral. Politicile etnice și teritoriale ale Poloniei interbelice au contribuit la stricarea relațiilor Poloniei cu aproape toți vecinii și la dificultăți în cooperarea cu centrele de putere mai îndepărtate, cum ar fi Franța, Regatul Unit și Liga Națiunilor.

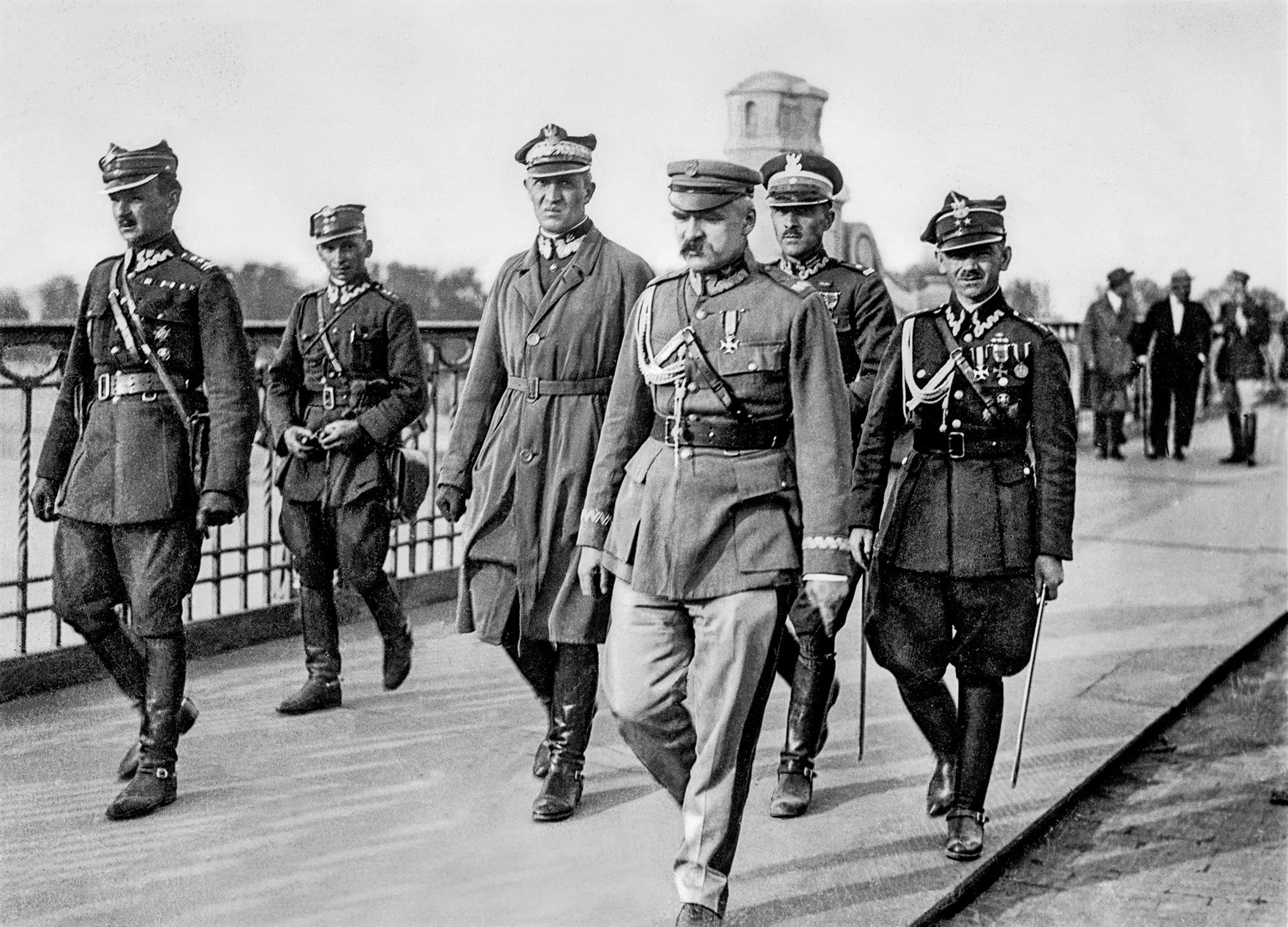
Lovitura de stat din mai a lui Piłsudski din 1926 a definit realitățile politice ale Poloniei în anii dinaintea celui de al Doilea Război Mondial

Populația în creștere rapidă a Poloniei în noile sale frontiere era în proporție de ¾ ocupată în agricultură și în proporție de ¼ urbană, limba poloneză fiind limbă maternă pentru ⅔ din locuitori. În 1921 a fost adoptată o primă constituție. În urma insistențelor național-democraților, îngrijorați de potențiala putere pe care ar fi căpătat-o Piłsudski dacă ar fi fost ales, au fost introduse prerogative limitate pentru președinție.
Ce a urmat a fost scurta (1921–1926) și turbulenta perioadă de democrație parlamentară constituțională a celei de a doua republici. Legislativul a rămas fragmentat și fără majorități stabile, guvernele au fost schimbate frecvent, corupția era larg răspândită. Liberalul Gabriel Narutowicz a fost ales președinte de către Adunarea Națională în 1922, dar a fost considerat insuficient de pur de către extrema dreaptă naționalistă, care l-a asasinat. Polonia a suferit de pe urma unei serii de dezastre economice, dar au apărut și semne de progres și stabilizare (guvernul lui Władysław Grabski a dat dovadă de bune competențe economice și a rămas în funcție timp de aproape doi ani). Realizările perioadei democratice, cum ar fi apariția, întărirea și răspândirea diferitelor structuri guvernamentale și ale societății civile, precum și ale proceselor necesare funcționării statului reunit, au fost prea repede trecute cu vederea. De pe margine, privea, scârbit, corpul ofițerilor armatei, indispus să accepte controlul civil, gata în schimb să-l urmeze pe legendarul comandant Piłsudski, la acea vreme retras din activitate, dar la fel de nemulțumit.

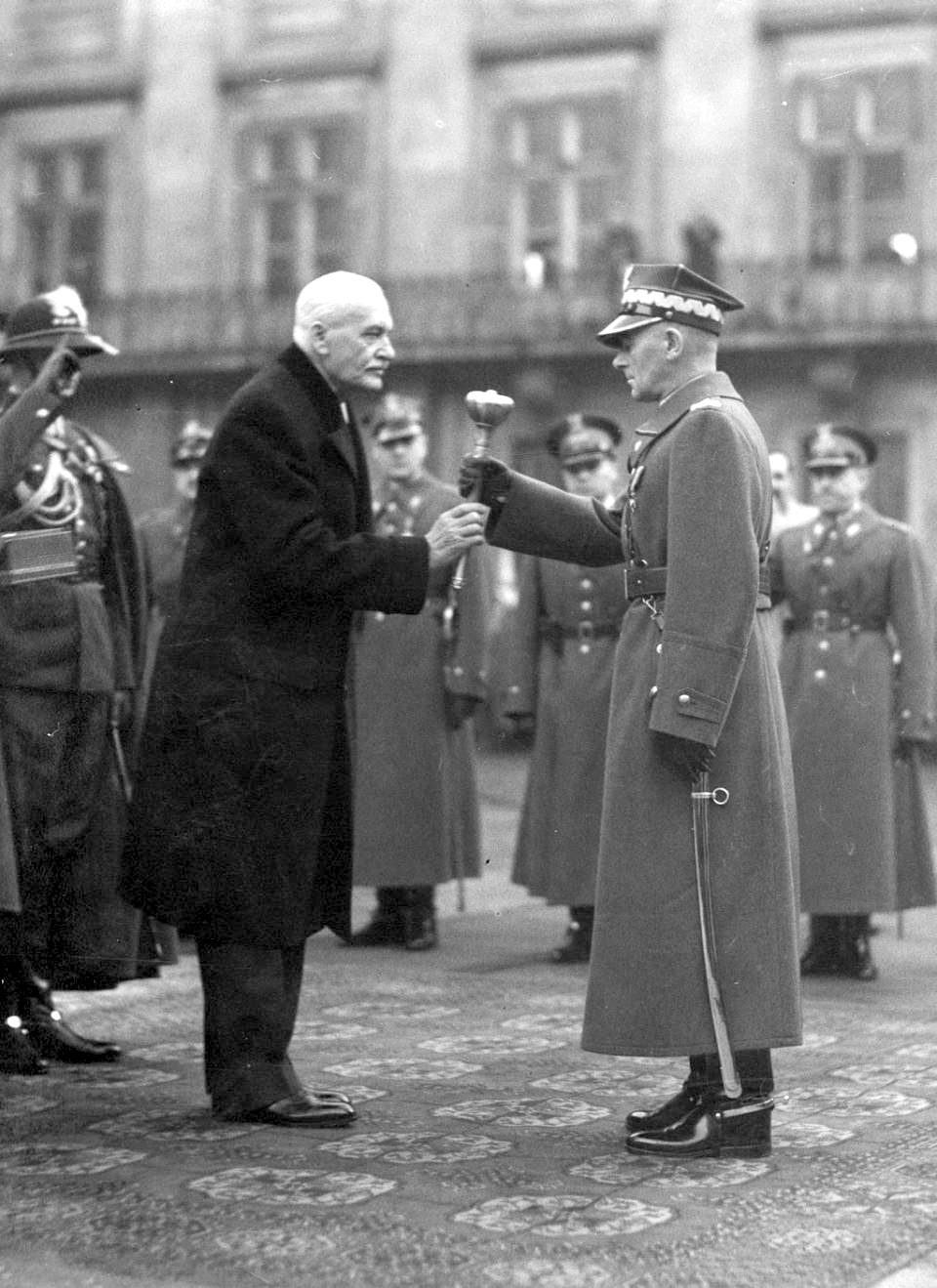
Ultimii conducători ai republicii: mareșalul Edward Rydz-Śmigły și președintele Ignacy Mościcki in 1936

La 12 mai 1926, Piłsudski, la cererea unor unități militare care îi cereau conducerea și care intenționau să-l împiedice pe primul ministru Wincenty Witos, de la Partidul Poporului Polonez, aflat la al treilea mandat, să formeze o nouă coaliție, a pus la cale răsturnarea guvernului polonez de către armată, opunându-se președintelui Stanisław Wojciechowski și copleșind trupele loiale acestuia. Au murit sute de oameni în lupte fratricide. Piłsudski a fost susținut de mai multe facțiuni stângiste, care au asigurat succesul loviturii de stat prin blocarea transportului feroviar al forțelor guvernamentale pe parcursul operațîunilor, dar regimul autor al „Sanației” pe care avea să-l impună și să-l conducă tot restul vieții sale și care a rămas la putere până la al Doilea Război Mondial, nu a fost nici de stânga, nici excesiv de fascist. Instituțiile politice și partidele au fost lăsate să funcționeze, în același timp însă alegerile au fost manipulate iar cei nedispuși să colaboreze au fost intimidați. În cele din urmă, adversarii persistenți ai regimului, mulți de stânga, au fost supuși unor îndelungate procese și condamnați, sau închiși în lagăre de deținuți politici. Țăranii răsculați, muncitorii greviști din industrie și naționaliștii ucraineni au devenit ținte ale acțiunilor militare de pacificare, și alte minorități au fost supuse hărțuirilor. Piłsudski, conștient de poziția precară a Poloniei pe plan internațional, a semnat pacte de neagresiune cu Uniunea Sovietică în 1932 și cu Germania Nazistă în 1934.

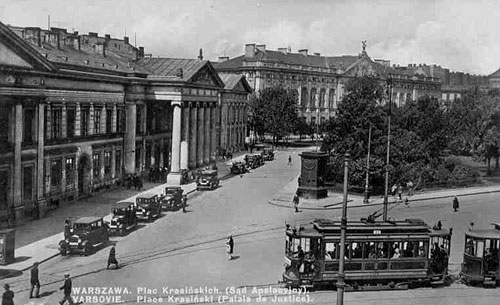
Piața Krasiński din Varșovia interbelică

Mainstreamul societății poloneze nu a fost însă afectat de represiunile autorităților Sanației; mulți s-au bucurat de o relativă prosperitate (economia s-a îmbunătățit între 1926 și 1929) și au susținut guvernul. Independența Poloniei impulsionase dezvoltarea culturii și operele culturale erau numeroase, dar Marea Criză Economică a adus șomaj crescut și tensiuni sociale intensificate, inclusiv un curent antisemit. Statul polonez reconstituit a avut parte de doar 20 de ani de relativă stabilitate și pace greu menținută între cele două războaie. O mare transformare economică și un plan de dezvoltare industrială națională promovat de ministrul Eugeniusz Kwiatkowski, principalul arhitect al proiectului portului Gdynia, erau încă în desfășurare în momentul izbucnirii războiului. Situația economică de ansamblu a perioadei interbelice era însă caracterizată prin stagnare. Producția industrială totală (în frontierele dinainte de 1939) crescuse foarte puțin între 1913 și 1939, dar din cauza creșterii demografice, produsul pe cap de locuitor scăzuse cu 17,8%.

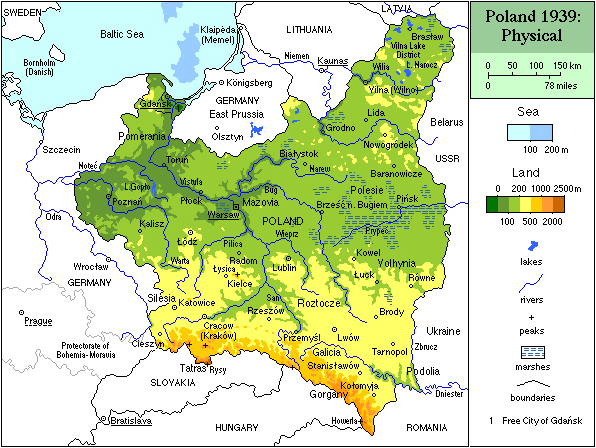
A doua republică poloneză (până în 1939)

Lipsa de finanțare a investițiilor străine sau autohtone amânase nivelul dezvoltării industriale necesar pentru crearea unei armate moderne care să îndeplinească rolul de autoapărare; din cauza priorităților strategice și tactice, conducătorii țării nu pregătiseră țara pentru un război major pe frontul de vest. Regimul „coloneilor” lui Piłsudski, rămas la putere după moartea mareșalului, nu a avut nici viziunea, nici resursele pentru a trata problema deteriorării situației europene. Guvernul (politica externă era sarcina lui Józef Beck) a trecut la acțiuni ostile oportuniste împotriva Lituaniei și Cehoslovaciei, în vreme ce nu a reușit să controleze situația din ce în ce mai divizată din țară, în care grupuri extremiste și cercuri naționaliste căpătau din ce în ce mai multă mediatizare (o anume Tabără a Unității Naționale avea legături cu noul lider agresiv, mareșalul Edward Rydz-Śmigły).
În 1939, guvernul polonez a respins oferta germană de alianță în niște termeni ce ar fi însemnat abandonarea suveranității naționale a Poloniei; Hitler a abrogat pactul germano-polon. Înainte de izbucnirea războiului, Polonia a intrat într-o alianță militară deplină cu Franța și Regatul Unit; puterile occidentale nu aveau însă voința să se confrunte cu Germania Nazistă și asigurările lor de acțiune militară iminentă aveau doar scopul de a pune presiune pe Hitler. La jumătatea lui august, convorbirile anglo-franceze cu sovieticii pentru formarea unei alianțe militare antinaziste au eșuat, parțial din cauza refuzului guvernului polonez de a permite operațiuni ale Armatei Roșii pe teritoriul Poloniei. La 23 august 1939, Germania și Uniunea Sovietică au semnat Pactul de neagresiune Molotov–Ribbentrop, care stipula, într-un protocol adițional secret dezmembrarea Poloniei în zone de control naziste și sovietice.

## Al Doilea Război Mondial: invadarea și divizarea

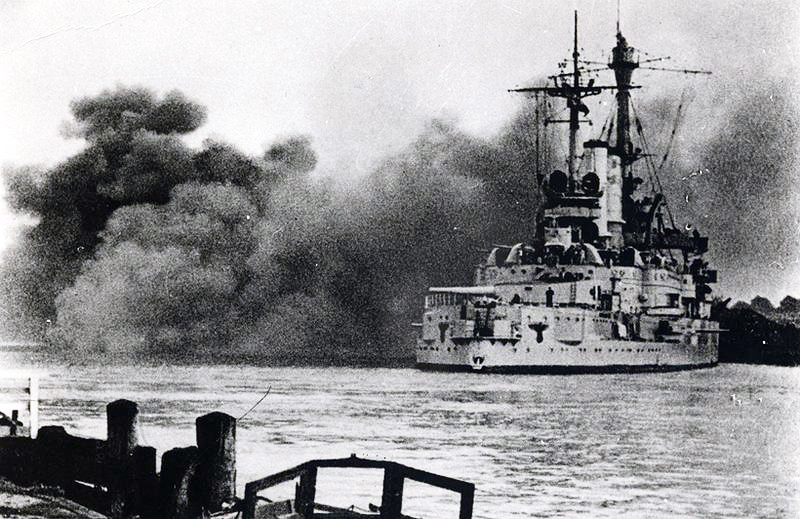
Nava de luptă germană bombardând Westerplatte la 1 septembrie 1939

La 1 septembrie 1939, Hitler a ordonat pătrunderea trupelor germane în Polonia. Polonia semnase un pact cu Regatul Unit (abia cu o săptămână înainte, pe 25 august) și cu Franța și cele două puteri occidentale au declarat război Germaniei, dar au rămas inactive și nu au ajutat direct țara agresată. La 17 septembrie, trupele sovietice au pătruns și ele în țară și au ocupat mare parte din estul Poloniei, zone cu populații semnificative ucrainene și belaruse în condițiile acordului germano-sovietic. În vreme ce armatele poloneze luptau cu cele două puteri agresoare, oficialii guvernului polonez și comandamentul armatei au părăsit țara (17/18 septembrie). Printre operațiunile militare care au rezistat cel mai mult (până la sfârșitul lui septembrie sau începutul lui octombrie) s-au numărat apărarea Varșoviei, apărarea Helului și rezistența Grupului Polesie.
Luptele din campania din septembrie a celui de al Doilea Război Mondial au reprezentat cea mai semnificativă contribuție poloneză la efortul de război al Aliaților. Cei circa un milion de soldați polonezi mobilizați a amânat semnificativ atacul lui Hitler asupra Europei de Vest, planificat pentru sfârșitul lui 1939. Când ofensiva nazistă a avut totuși loc, amânarea a făcut-o mai puțin eficientă, factor posibil crucial în special în cazul apărării Marii Britanii.

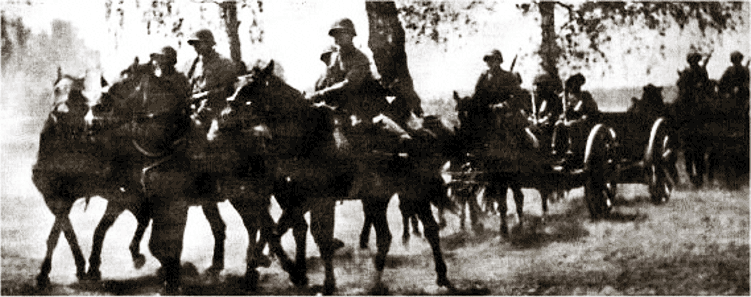
Cavalerie poloneză în bătălia de pe Bzura, septembrie 1939

După ce Germania a invadat și Uniunea Sovietică în iunie 1941, Polonia a fost ocupată integral de armata germană.
Polonezii au format o mișcare secretă de rezistență și un guvern polonez în exil, mai întâi la Paris și apoi la Londra, guvern recunoscut de Uniunea Sovietică (relațiile diplomatice, rupte de la agresiunea sovietică din septembrie 1939, au fost reluate în iulie 1941). Pe parcursul celui de al Doilea Război Mondial, circa 400.000 de polonezi au intrat în Armia Krajowa, circa 300.000 au luptat sub comandă sovietică, și circa 200.000 au luptat pe Frontul de Vest în unități loiale guvernului polonez în exil.
În aprilie 1943, Uniunea Sovietică a rupt relațiile deteriorate cu guvernul polonez în exil, după ce armata germană a anunțat descoperirea gropilor comune ofițerilor polonezi uciși la Katyń, în URSS. Sovieticii au susținut că polonezii ar fi comis un act ostil prin faptul că au cerut Crucii Roșii să ancheteze aceste rapoarte.

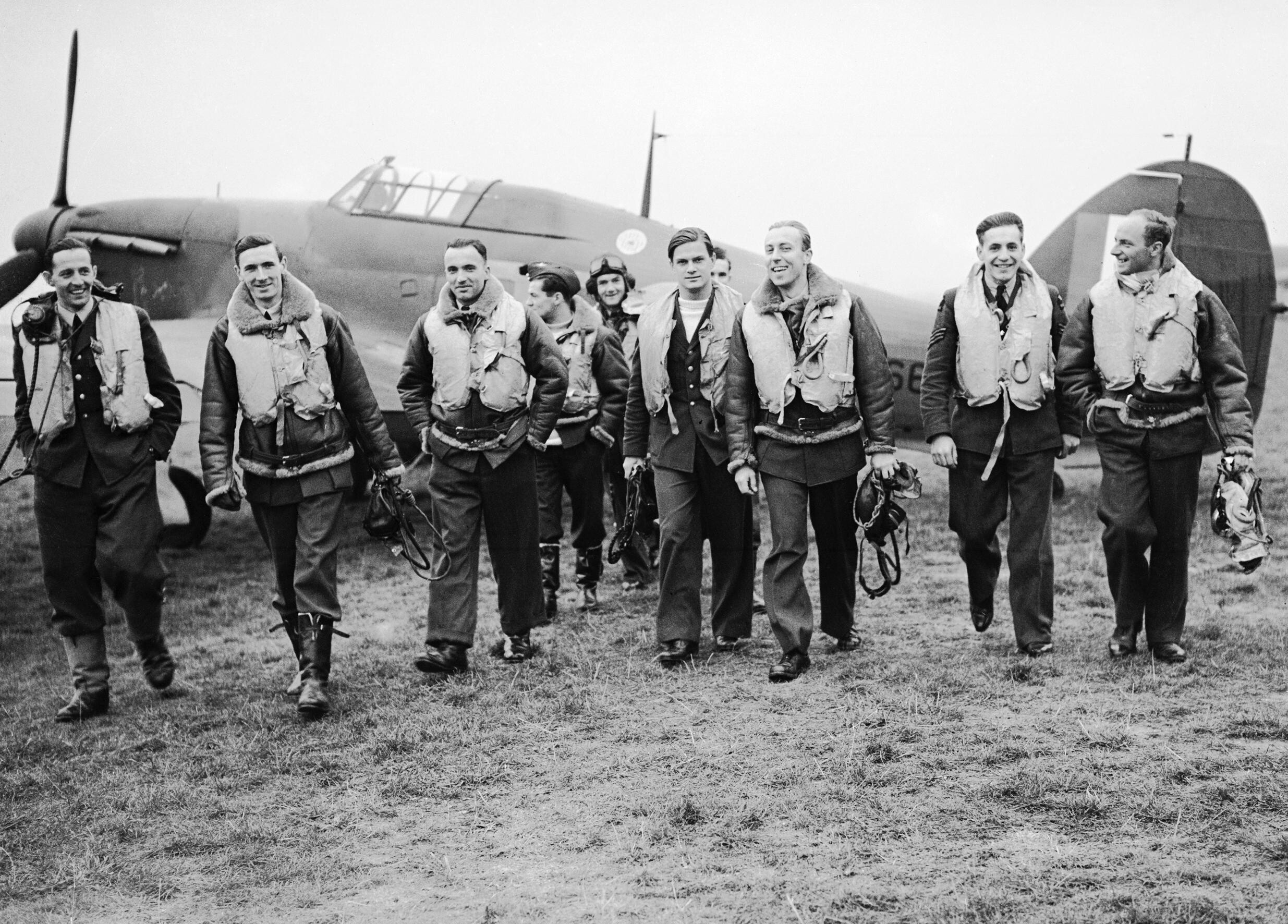
Piloții din Escadrila 303 Vânătoare au devenit celebri pentru luptele împotriva germanilor din timpul bătăliei Angliei

La lichidarea ghetoului evreiesc din Varșovia ocupată de către unitățile SS, în 1943 orașul a fost scena revoltei din ghetoul Varșovia. Eliminarea ghetourilor din orașele poloneze a dus la asemenea revolte declanșate de insurgenți evrei disperați, în fața deportărilor și exterminării.
În timp ce Aliații occidentali cooperau din ce în ce mai mult cu Uniunea Sovietică, influența guvernului polonez în exil a scăzut permanent după moartea liderului său celui mai de seamă — primul ministru Władysław Sikorski — la 4 iulie 1943.
În iulie 1944, Armata Roșie și Armata Populară a Poloniei controlată de sovietici au pătruns în Polonia și, după lupte prelungite în 1944 și 1945 i-au învins pe germani, pierzând 600.000 de soldați.
Cea mai mare luptă armată din Polonia ocupată, eveniment politic major al celui de al Doilea Război Mondial a fost Revolta din Varșovia din 1944. Insurecția, la care a participat majoritatea populației Varșoviei, a fost instigată de Armia Krajowa și aprobată de guvernul polonez în exil, în încercarea de a forma o administrație necomunistă a Poloniei înaintea apropierii Armatei Roșii. Revolta a fost pusă la cale cu așteptarea ca forțele sovietice, care sosiseră în urma operațiunilor lor și se aflau de partea cealaltă a Vistulei, ar fi contribuit la lupta pentru Varșovia. Sovieticii au oprit însă înaintarea și au asistat pasiv la suprimarea violentă de către germani a rezistenței poloneze prooccidentale.

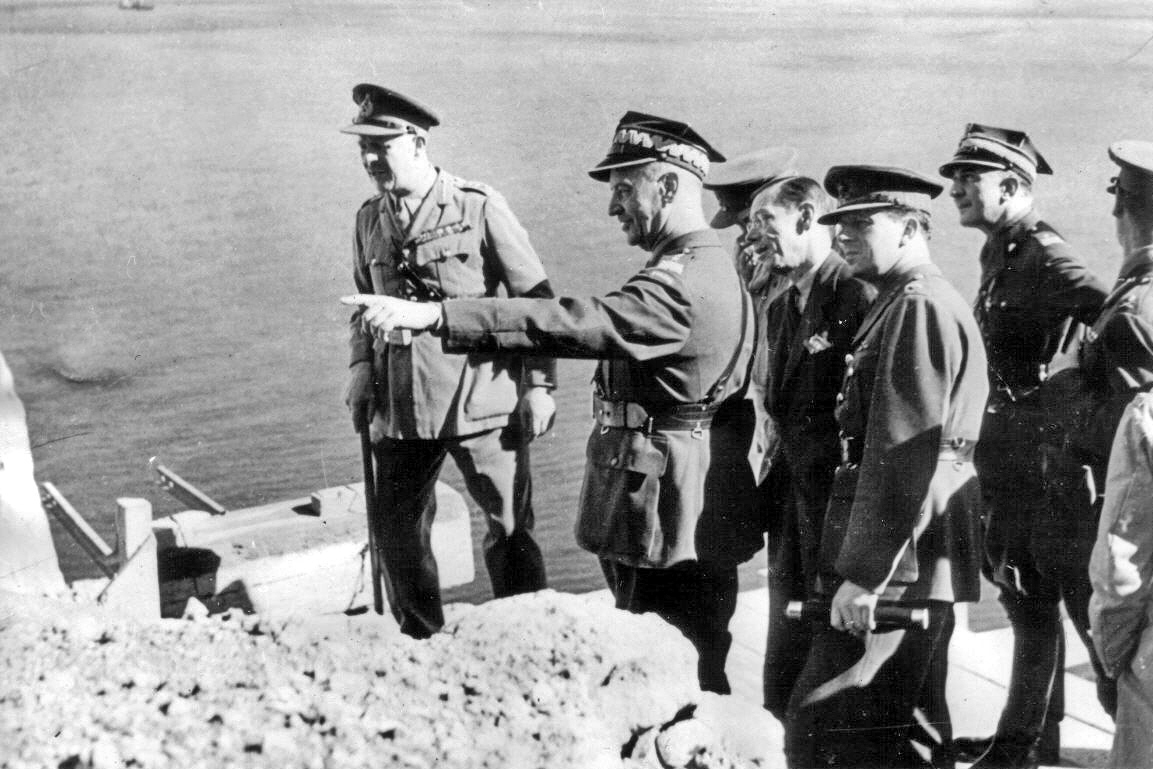
Generalul Władysław Sikorski, primul ministru al guvernului polonez în exil și comandant suprem al forțelor armate, cu puțin timp înainte de a muri

Insurecția violentă a durat circa două luni și s-a soldat cu moartea și deportarea a sute de mii de civili. După capitularea deznădăjduită a polonezilor la 2 octombrie, germanii au dus la îndeplinire ordinul lui Hitler de a distruge restul infrastructurii orașului. Armata I poloneză, luptând împreună cu Armata Roșie, a intrat în Varșovia la 17 ianuarie 1945.
Ca urmare a războiului și a hotărârii conducerii sovietice, hotărâre acceptat de Statele Unite și Regatul Unit la Conferința de la Teheran (sfârșitul lui 1943), poziția geografică a Poloniei a fost fundamental modificată. Propunerea lui Stalin ca Polonia să fie mutată mult către vest a fost acceptată de comuniștii polonezi, care la acea vreme erau în primele etape de formare a unui guvern postbelic. În iulie 1944, s-a înființat la Lublin un „Comitet Polonez de Eliberare Națională”, care a cauzat protestele primului ministru Stanisław Mikołajczyk și ale guvernului polonez în exil.
Până la Conferința de la Ialta (februarie 1945), considerată de polonezi ca fiind punctul de întorsătură în care s-a pecetluit soarta națiunii de către Marile Puteri, comuniștii înființaseră guvernul provizoriu al Poloniei. Poziția sovieticilor la Conferință a fost una puternică, corespunzătoare gradului în care înaintaseră pe câmpul de luptă din Germania. Cele trei Mari Puteri au dat asigurări că guvernul provizoriu comunist va fi schimbat, cu includerea în el a forțelor democratice din țară active la acel moment în străinătate (scopurile declarate au fost Guvernul Provizoriu de Unitate Națională și alegeri democratice), dar guvernul în exil de la Londra nu era menționat.

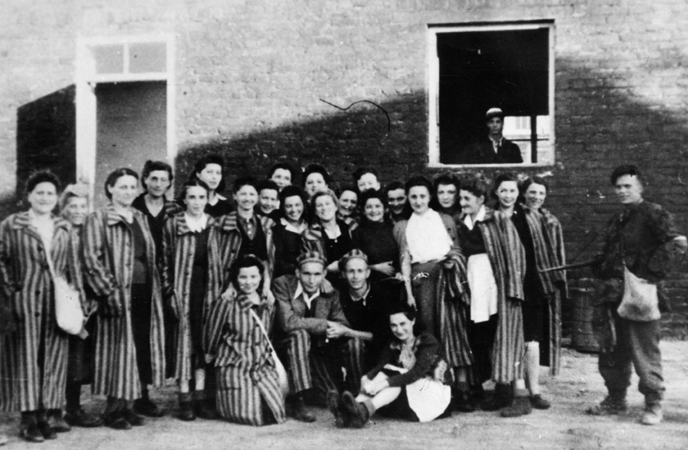
Prizonieri evrei eliberați de soldați polonezi la începutul Insurecției din Varșovia

După acordul final de la Potsdam, Uniunea Sovietică a păstrat mare parte din teritoriile obținute prin Pactul Molotov–Ribbentrop din 1939 (astăzi vestul Ucrainei, vestul Belarusului și o parte din Lituania din jurul Vilniusului). Polonia a primit în compensare părți din Silezia inclusiv orașele Breslau (Wrocław) și Grünberg (Zielona Góra), din Pomerania cu Stettin (Szczecin), și din Prusia Orientală, împreună cu Danzig (Gdańsk), zone denumite împreună „Teritoriile Recuperate”, care au fost încorporate în statul polonez reconstituit. Majoritatea populației germane de acolo a fost expulzată către Germania. 1,5-2 milioane de polonezi au fost expulzați din zonele anexate de Uniunea Sovietică. Marea lor majoritate au fost recolonizați în fostele teritorii germane.
Estimări științifice și corecte ale pierderilor omenești suferite de polonezi în timpul războiului nu par a fi posibile din lipsa datelor disponibile. Se pot emite doar păreri, și acestea sugerează că vechile aserțiuni din trecut sunt incorecte și motivate politic. Pentru început, populația totală a Poloniei din 1939 și repartiția sa etnică nu este cunoscută cu precizie, singurele date sigure provenind din Recensământul polonez din 1931.

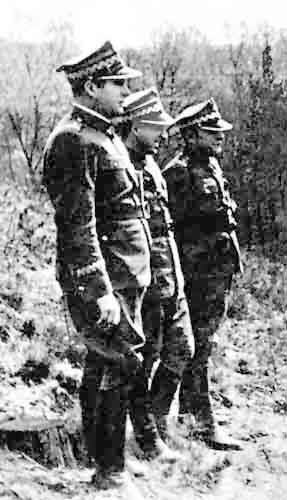
Generali polonezi pe Frontul de Est

Cercetările moderne indică faptul că în timpul războiului circa 5 milioane de polonezi au fost uciși, dintre care 3 milioane de evrei. Conform Muzeului Memorial American al Holocaustului, cel puțin 1,9–2 milioane de etnici polonezi și 3 milioane de evrei polonezi au fost uciși. Milioane de oameni au fost deportați în Germania pentru muncă forțată sau în lagăre de exterminare cum ar fi Treblinka și Auschwitz. Conform unor estimări recente, între 2,35 și 2,9 milioane de evrei polonezi și circa 2 milioane de etnici polonezi au fost uciși. Naziștii au executat zeci de mii de membri ai elitei polonezi în cadrul AB Aktion și în cadrul Operațiunii Tannenberg, iar sovieticii au făcut același lucru în masacrul de la Katyń. Peste 95% din pierderile din rândurile evreilor polonezi și 90% din pierderile în rândurile etnicilor polonezi au fost produse de Germania Nazistă; 5% din pierderile în rândurile etnicilor polonezi au fost produse de către sovietici și alte 5% de către naționaliștii ucraineni. Aceste pierderi evreiești, împreună cu valurile mai mici de emigrație din timpul războiului și de după acesta, mai ales după dezghețul de după Octombrie Polonez din 1956, au pus capăt mai multor secole de istorie și prezență evreiască în Polonia. Magnitudinea pierderilor (și ele substanțiale) din rândul cetățenilor polonezi de etnie germană, ucraineană și belarusă nu este cunoscută cu precizie.
În 1940-1941, circa 325.000 de cetățeni polonezi au fost deportați de regimul sovietic. Numărul morților în rândurile polonezilor cauzate de sovietici este însă estimat la mai puțin de 100.000. În 1943–1944, naționaliștii ucraineni (OUN și Armata Insurgentă Ucraineană) au masacrat zeci de mii de polonezi în Volînia și Galiția.

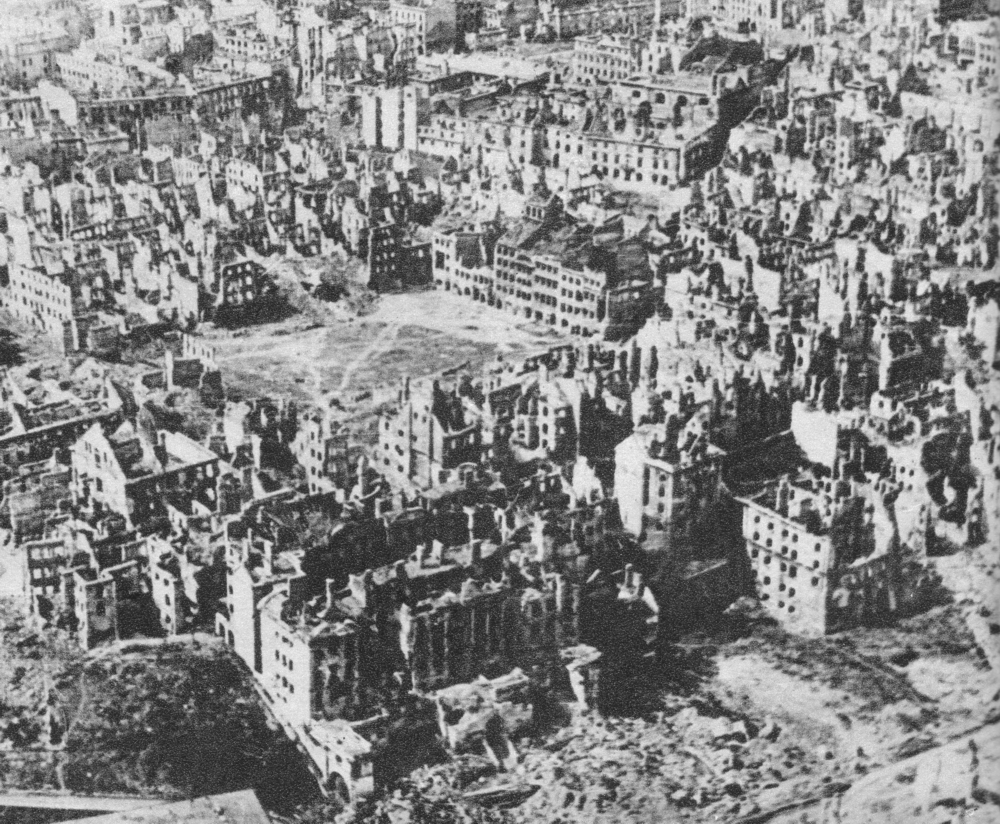
Varșovia distrusă, ianuarie 1945

Aproximativ 90% din pierderile umane ale Poloniei din timpul războiului au fost victimele închisorilor, lagărelor de exterminare, raidurilor, execuțiilor, anihilării ghetourilor, epidemiilor, înfometării, muncii forțate excesive și maltratărilor. Au rămas un milion de orfani de război și 590.000 de invalizi. Țara și-a pierdut 38% din bogăția materială (Regatul Unit a pierdut 0,8%, Franța 1,5%). Aproape jumătate din Polonia interbelică a fost anexată de URSS, inclusiv cele două mari centre culturale Lwów și Vilnius. Numeroși polonezi nu s-au mai întors în țara pentru care au luptat, pentru că aparțineau unor grupări politice necomuniste sau proveneau din Polonia de est, anexată de URSS, ori fuseseră avertizați, după ce au luptat în vest, despre riscurile de a fi persecutați. Alții au fost persecutați, arestați, torturați și închiși de autoritățile sovietice pentru că luptaseră în Armia Krajowa, sau au fost persecutați pentru că au luptat pe Frontul de Vest.
După înfrângerea Germaniei, și după ce statul polonez reînființat a fost mutat către vest în aria dintre liniile Oder–Neisse și Curzon, germanii care nu au fugit au fost expulzați. Dintre cei care au rămas, mulți au ales să emigreze în Germania postbelică. Conform unei estimări recente, dintre cei 200-250 de mii de evrei care au scăpat de naziști, 40-60 de mii se aflau în Polonia. Și mai mulți au fost repatriați din Uniunea Sovietică și din alte părți, iar populația la recensământul din februarie 1946 conținea circa 300.000 de evrei în noile frontiere. Dintre evreii care au supraviețuit, mulți au ales sau s-au simțit obligați să emigreze. Dintre ucrainenii și lemkienii din noile granițe ale Poloniei (circa 700.000), aproape 95% au fost mutați forțat în Ucraina sovietică, și în 1947 în noile teritorii din nordul și vestul Poloniei prin operațiunea Vistula. În total, violențele din anii 1940 (din timpul războiului și imediat de după el), circa 70.000 de polonezi și circa 20.000 de ucraineni au fost uciși.
Din cauza modificării frontierelor și din cauza mișcărilor masive de populație de diverse naționalități, spontane sau controlate de guverne, Polonia comunistă a ajuns o țară omogenă din punct de vedere etnic, fără minorități semnificative (97,6% din populație formată din etnici polonezi la recensământul din decembrie 1950). Restul minorităților nu au mai fost încurajate, nici de autoritățile poloneze și nici de guvernele țărilor vecine, să-și manifeste identitatea etnică.

## Republica Populară Polonă (1945–1989)

La sfârșitul celui de al Doilea Război Mondial, teritoriile trecute cu gri au fost pierdute de Polonia în favoarea Uniunii Sovietice, iar cele cu roz au fost anexate de Polonia de la Germania. Polonia postbelică constă din porțiunile cu alb și cu roz.

În iunie 1945, ca implementare a directivelor Conferinței de la Ialta, în interpretarea dată acestora de sovietici, s-a înființat Guvernul Provizoriu de Unitate Națională; el a fost în scurt timp recunoscut de Statele Unite și de multe alte țări. De la bun început era evident că sovieticii își vor impune dominația lor și un regim comunist: șaisprezece lideri de marcă ale rezistenței secrete antinaziste au fost judecați la Moscova în iunie 1945.
Un referendum național aranjat de Partidul Muncitoresc Polonez a fost utilizat pentru a legitimiza dominația acestui partid asupra politicii Poloniei și pentru a pretinde că există o susținere largă pentru politicile partidului. Deși acordul de la Ialta cerea alegeri libere, cele din ianuarie 1947 au fost controlate de către comuniști. Unele elemente democrate și prooccidentale, în frunte cu Stanisław Mikołajczyk, fostul prim ministru în exil, au participat la Guvernul Provizoriu de Unitate Națională și la alegerile din 1947, dar au fost eliminate prin fraudă electorală, intimidări și violență. În vremuri de schimbări radicale, ei au încercat să conserve un oarecare grad de economie mixtă. Guvernul polonez în exil a continuat să funcționeze până în 1990, deși influența lui s-a redus.
Partidul Muncitoresc Unit Polonez a proclamat Republica Populară Polonă (Polska Rzeczpospolita Ludowa) după scurta perioadă a guvernului de coaliție „de Unitate Națională”. Acest partid de guvernământ a fost rezultatul amalgamării forțate (în decembrie 1948) a Partidului Muncitoresc din Polonia, de orientare comunistă, cu mai popularul Partid Socialist, necomunist, reînființat în 1944 și care se aliase atunci cu comuniștii. Comuniștii, care preferau să folosească termenul „socialism” în Polonia postbelică, avea nevoie să includă și partenerul socialist pentru a-și crește popularitatea, pentru a  revendica legitimitate și pentru a elimina concurența în zona de stânga. Socialiștii, care erau în curs de dezorganizare, a trebuit să fie supuși unor presiuni politice și unor epurări ideologice pentru a deveni pretabil la unificarea în termenii Partidului Muncitoresc. Liderul socialist pro-comunist a fost prim-ministrul Józef Cyrankiewicz.

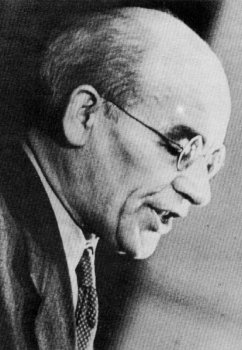
Władysław Gomułka a declarat în 1947 „drumul polonez către socialism” (ținând sub control, dar nu și eradicând, elementele capitaliste), dar a fost în curând înlăturat. Cariera lui Gomułka a fost întreruptă atunci când a fost demis și încarcerat de autoritățile staliniste după câțiva ani.

În timpul celei mai opresive perioade staliniste, teroarea, justificată prin necesitatea de a elimina „subversiunile reacționare”, era larg răspândită. Multe mii de persoane percepute ca adversari ai regimului au fost judecate arbitrar și multe au fost executate, mai ales în perioada 1945-1948. Republica Populară a fost condusă de agenți ai Moscovei cum ar fi Bolesław Bierut, Jakub Berman și Konstantin Rokossovsky. În 1953 și după aceea, în ciuda unui dezgheț parțial după moartea lui Stalin, persecuția Bisericii Catolice poloneze independente s-a  intensificat și liderul ei, cardinalul Stefan Wyszyński, a fost încarcerat.
Proprietățile funciare rurale mai mari, fermele agricole și proprietățile funciare ce aparținuseră germanilor în noile teritorii au fost redistribuite prin reforme agrare și industria a fost naționalizată începând cu 1944. Restructurarea comunistă și impunerea de reguli stricte la locul de muncă au întâmpinat opoziție activă din partea înșiși muncitorilor pe care regimul predindea că-i reprezintă încă din 1945-1947. Planul trienal (1947–1949) a continuat cu reconstrucția, socializarea și restructurarea economiei. Respingerea Planului Marshall (1947), a făcut însă ca ambiția de a prinde din urmă standardele de viață din Europa Occidentală să rămână nerealiste.
Marea prioritate în economie a guvernului a fost dezvoltarea unei industrii grele care să poată susține armata. S-au impus instituții de stat, colectivizare și cooperative (la ultima categorie s-a renunțat încă din anii 1940 pentru că nu era suficient de capitalistă, întrucât reținea anumite elemente de inițiativă privată, dar apoi a fost reinstaurată), în vreme ce chiar și firmele private mici erau eradicate. Stalinismul a introdus îndoctrinarea politică și ideologică masivă în viața socială, în cultură și în educație.
S-au depus, pe de altă parte, eforturi pentru educație publică universală (inclusiv eliminarea analfabetismului adulților), servicii sanitare și concedii de odihnă pentru oamenii care muncesc. Multe situri istorice, inclusiv districtele centrale ale Varșoviei și Gdańskului distruse de război, au fost reconstruite cu costuri mari. Majoritatea populației urbane a Poloniei încă mai locuiește în blocuri de apartamente construite în perioada comunistă.

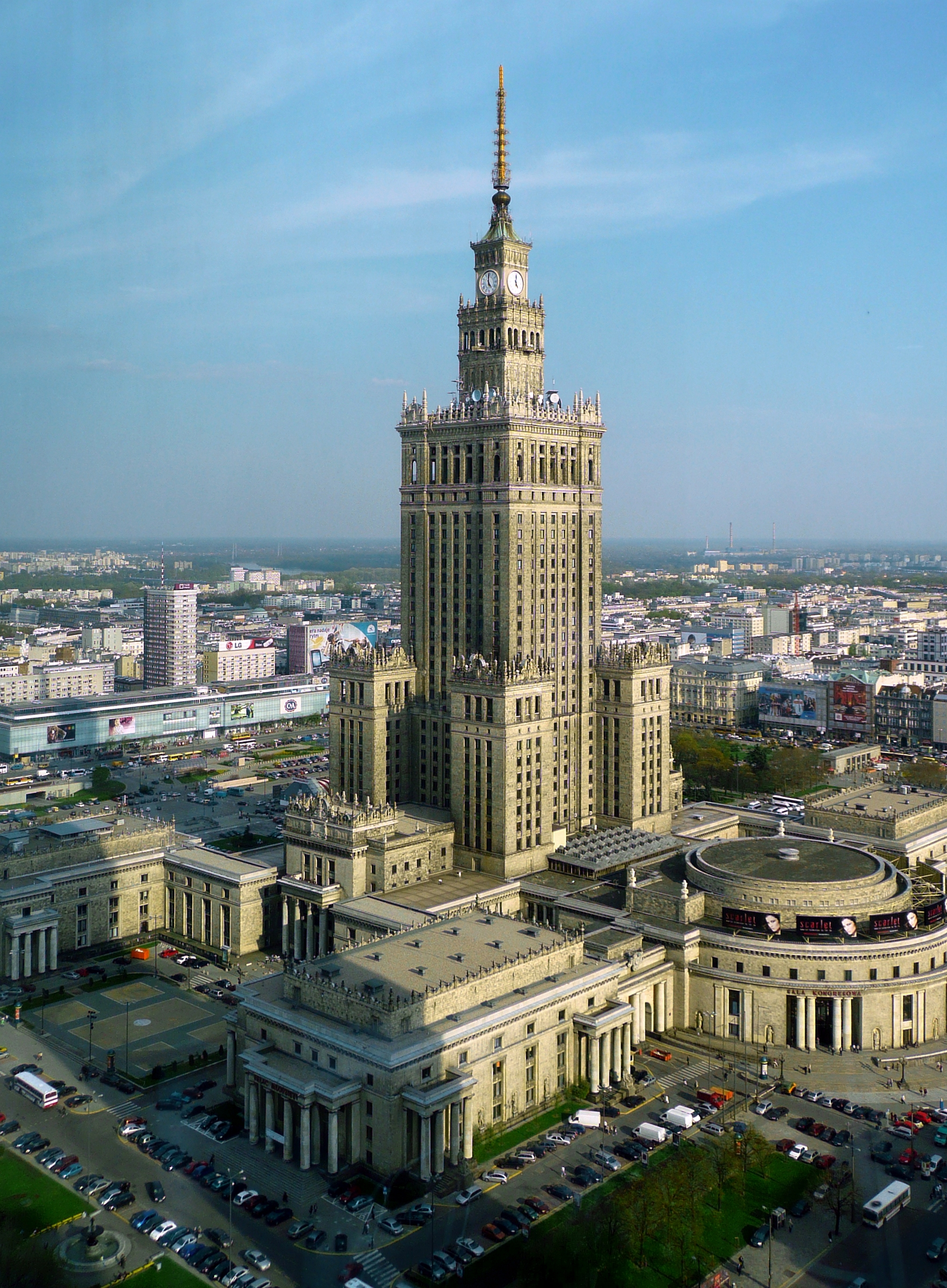
Aspirațiile comuniste au fost simbolizate de Palatul Culturii și Științei din Varșovia

În octombrie 1956, după ce al XX-lea Congres al PCUS de la Moscova a lansat destalinizarea și în urma revoltelor muncitorilor din Poznań, regimul comunist a fost zguduit. Reținând majoritatea țelurilor economice și sociale comuniste, regimul condus de secretarul general al PZPR Władysław Gomułka a început să liberalizeze viața internă din Polonia. După alegerile legislative din 1957, au urmat mai mulți ani de relativă stabilizare
În 1965 Conferința Episcopală Poloneză a emis „Scrisoarea de Reconciliere a Episcopilor Polonezi cu Episcopii Germani”. În 1966 aniversarea a 1.000 de ani de la creștinarea Poloniei, oficiată de cardinalul Stefan Wyszyński și de alți episcopi, s-a transformat într-o uriașă demonstrație de popularitate a Bisericii Catolice poloneze.
Sub conducerea lui Gomułka și a succesorilor săi s-a dezvoltat o viață culturală sofisticată, deși procesul de creație a fost adesea compromis de cenzura comunistă. Au apărut producții importante în domeniile literaturii, teatrului, cinematografiei și muzicii, printre altele. Un jurnalism subtil și variante autohtone ale stilurilor și modelor culturii de masă occidentale erau reprezentate. Informații necenzurate și opere generate de cercurile din diaspora erau transmise prin diverse canale, dintre care cel mai important a fost Radio Europa Liberă.
În 1968 liberalizarea a fost oprită după suprimarea demonstrațiilor studențești și o campanie antisionistă la început îndreptată împotriva susținătorilor lui Gomułka din sânul partidului a dus la emigrarea a mare parte din populația evreiască ce încă mai exista în Polonia. În august 1968, Armata Populară Poloneză a participat la invadarea Cehoslovaciei de către Pactul de la Varșovia.

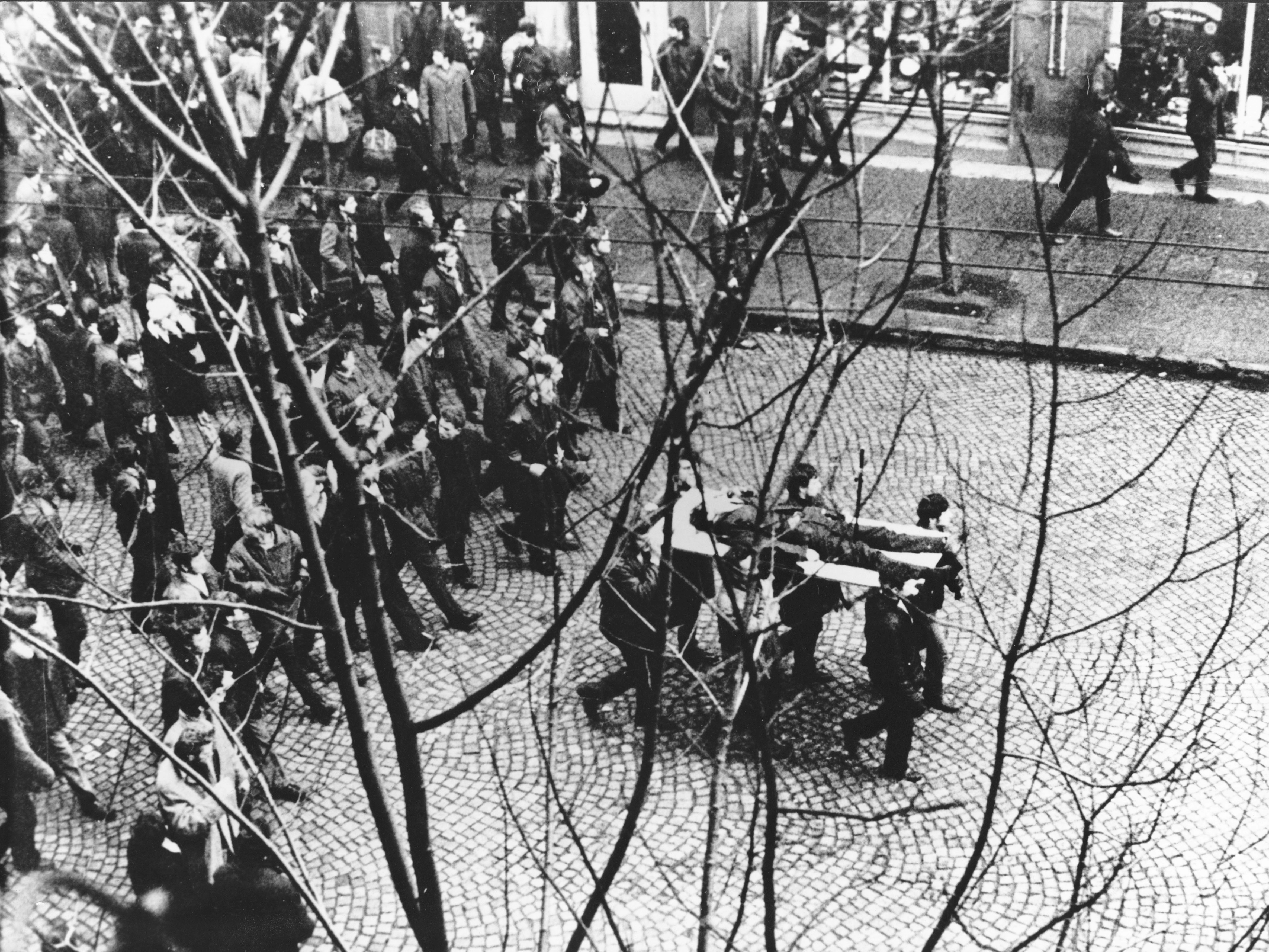
Una din victimele protestelor din 1970 de pe coasta Mării Baltice

În 1970 guvernele Poloniei și Republicii Federale Germania au semnat un tratat prin care și-au normalizat relațiile și prin care RFG a recunoscut frontierele postbelice de facto dintre Polonia și Republica Democrată Germană.
În decembrie 1970 grevele și protestele din porturile Gdańsk, Gdynia și Szczecin, declanșate de anunțarea de către guvern a unei creșteri a prețurilor bunurilor de consum, au reflectat profunda nemulțumire cu condițiile de viață și de muncă din țară. Edward Gierek l-a înlocuit pe Gomułka în funcția de prim secretar al PZPR.
O altă tentativă de a crește prețurile la alimente s-a soldat cu protestele din iunie 1976. Comitetul Muncitoresc de Apărare (KOR), înființat ca răspuns la reprimare, era format din intelectuali disidenți dornici să susțină deschis lupta muncitorilor din industrie cu autoritățile.

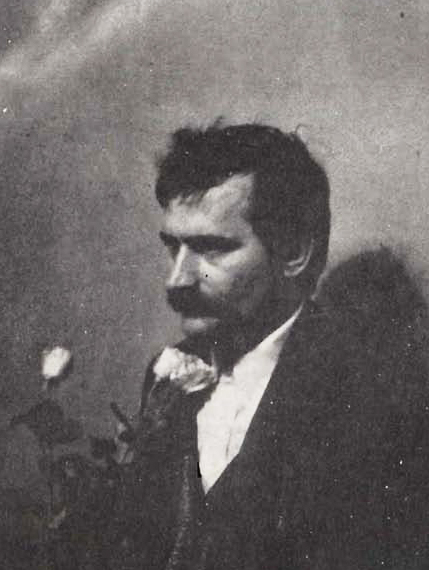
Lech Wałęsa în 1980

Alimentată prin mari infuzii de credite occidentale, creșterea economică a Poloniei a fost una dintre cele mai mari din lume în prima jumătate a anilor 1970. Mare parte din capitalul împrumutat a fost însă cheltuit greșit, și economia planificată la nivel central nu a reușit să utilizeze eficient noile resurse. Povara datoriei externe în creștere a devenit insuportabilă la sfârșitul anilor 1970, iar creșterea economică a devenit negativă în 1979.
În octombrie 1978 cardinalul Karol Józef Wojtyła, arhiepiscop al Arhidiecezei de Cracovia, a devenit papă și și-a luat numele de Ioan Paul al II-lea. Noul cap al Bisericii Romano-Catolice a fost primit în iunie 1979 în vizită în Polonia cu mult entuziasm.
La 1 iulie 1980, când datoria externă a Poloniei se ridicase la peste 20 de miliarde de dolari, guvernul a făcut o nouă tentativă de creștere a prețului cărnii. O reacție în lanț declanșată de greve a paralizat coasta Mării Baltice la sfârșitul lui august și, pentru prima dată, a dus la închiderea minelor de cărbuni din Silezia. Polonia intra într-o criză prelungită care avea să-i schimbe cursul dezvoltării viitoare.
La 31 august muncitorii de la Șantierul Naval Lenin din Gdańsk, conduși de un electrician pe nume Lech Wałęsa, au semnat cu guvernul un acord în 21 de puncte prin care au acceptat oprirea grevei. Acorduri similare s-au semnat și la Szczecin și în Silezia. Principala stipulare a acestor acorduri a fost garantarea dreptului muncitorilor de a forma sindicate libere și a dreptului la grevă. După semnarea acordului de la Gdańsk, o nouă mișcare sindicală națională, „Solidaritatea”, a căpătat o largă răspândire în toată țara.

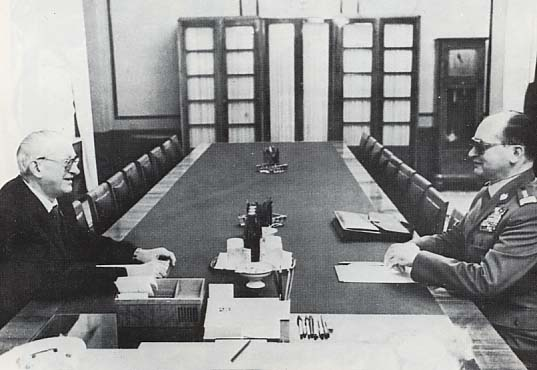
Generalul Wojciech Jaruzelski la o întâlnire cu șeful securității sovietice Iuri Andropov în timpul crizei din 1980. Jaruzelski avea să devină ultimul lider al Poloniei comuniste.

Nemulțumirea ce a stat la originea grevelor a fost intensificată de ieșirea la iveală a corupției pe scară largă și a proastei gestiuni a statului polonez și a conducerii de partid. În septembrie 1980, Gierek a fost înlocuit în funcția de prim secretar cu Stanisław Kania.
Alarmată de deteriorarea rapidă a autorității Partidului în urma acordurilor de la Gdańsk, Uniunea Sovietică a masat armata de-a lungul frontierei de est a Poloniei în decembrie 1980. În februarie 1981, ministrul apărării, generalul Wojciech Jaruzelski a preluat postul de prim ministru și în octombrie 1981, a fost numit prim secretar. La primul congres național al Solidarității din septembrie–octombrie 1981, Lech Wałęsa a fost ales președinte național al sindicatului.
În 12–13 decembrie, regimul a declarat legea marțială, decret prin care armata și poliția ZOMO au fost utilizate pentru a distruge sindicatul liber. Practic toți liderii Solidarității și mulți intelectuali afiliați au fost arestați. Statele Unite și alte țări occidentale au răspuns la legea marțială prin sancțiuni economice împotriva regimului polonez și împotriva Uniunii Sovietice. Frământările din Polonia au durat mai mulți ani după aceea.

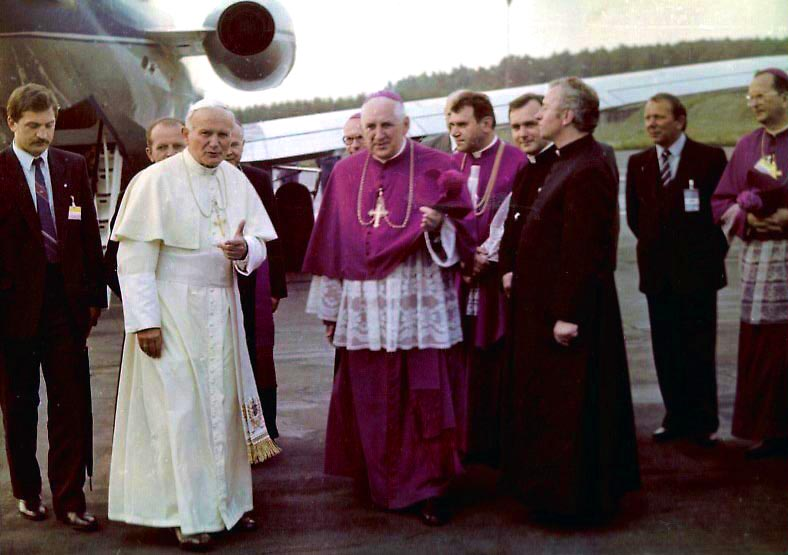
Papa Ioan Paul al II-lea în Polonia în 1987

După ce a reușit să construiască o vagă aparență de stabilitate, regimul polonez s-a relaxat în mai multe etape și după aceea a reinstaurat legea marțială. În decembrie 1982, legea marțială a fost suspendată, și un mic număr de deținuți politici, între care și Wałęsa, au fost eliberați. Deși legea marțială a luat oficial sfârșit în iulie 1983 și s-a pus în aplicare o amnistie parțială, mai multe sute de deținuți politici au rămas închiși.
În septembrie 1986, s-a declarat amnistia generală și guvernul a eliberat aproape toți deținuții politici. În toată această perioadă, autoritățile au continuat să hărțuiască disidenții și activiștii Solidarității. Solidaritatea a rămas interzisă și publicațiile sale la fel; toate publicațiile independente au fost cenzurate. Cum criza economică nu a fost însă rezolvată și instituțiile societății erau disfuncționale, atât nomenclatura conducătoare cât și opoziția condusă de Solidaritatea au început să caute ieșiri din impas, și au început să apară contacte de tatonare între cele două părți.
Incapacitatea guvernului de a frâna declinul economic al Poloniei a condus la valuri de greve în toată țara în aprilie, mai și august 1988. Sub conducerea reformistă a lui Mihail Gorbaciov, URSS s-a destabilizat din ce în ce mai mult și nu a mai fost dispusă să aplice presiuni militare sau de alt ordin asupra regimurilor aliate aflate în dificultate. Spre sfârșitul anilor 1980, guvernul a fost obligat să negocieze cu Solidaritatea în negocierilor Mesei Rotunde. Au rezultat primele alegeri libere din Polonia, în 1989, eveniment de cumpănă în procesul de cădere a regimului comunist din Polonia.

## A Treia Republică Polonă (1989–astăzi)
Negocierile „Mesei Rotunde” cu opoziția au început în februarie 1989. Aceste convorbiri au dus la semnarea Acordului Mesei Rotunde în aprilie, prin care s-a stabilit ca următoarele alegeri pentru Adunarea Națională să fie parțial libere. Eșecul comuniștilor la urne a dus la o nouă criză politică. În acord se convenise să se aleagă un președinte comunist și la 19 iulie Adunarea Națională, cu susținerea mai multor deputați ai Solidarității, l-a ales în funcție pe generalul Wojciech Jaruzelski. Două tentative ale comuniștilor de a forma un guvern au eșuat.
La 19 august, președintele Jaruzelski i-a cerut ziaristului și activistului Solidarității Tadeusz Mazowiecki să formeze un guvern; la 12 septembrie, Sejmul (legislativul național) a votat guvernul Mazowiecki. Pentru prima oară în istoria postbelică, Polonia avea un guvern condus de un necomunist, precedent ce avea să fie urmat și de alte țări comuniste.
În decembrie 1989, Sejmul a aprobat programul guvernului de reformă și de transformare rapidă a economiei Poloniei de la una planificată la o economie de piață, a modificat Constituția pentru a elimina referirile la „rolul conducător” al Partidului Comunist, și a schimbat numele țării în „Republica Polonă”. Partidul Muncitoresc Unit (comunist) s-a dizolvat în ianuarie 1990, în locul lui apărând un nou partid, Social-Democrația Republicii Polone.

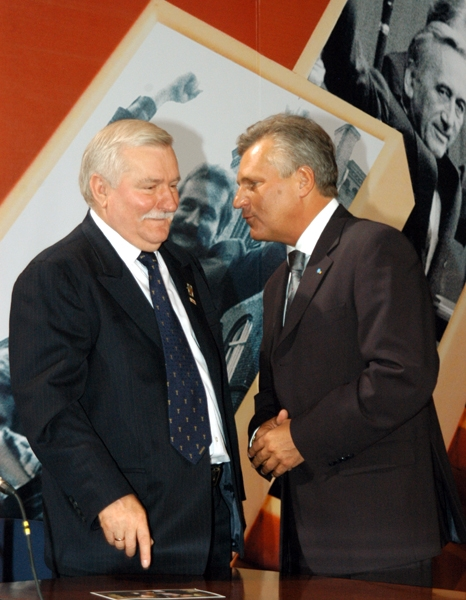
Președintele Aleksander Kwaśniewski împreună cu Lech Wałęsa în 2005. Kwaśniewski l-a învins pe Wałęsa în alegerile prezidențiale din 1995; a fost unul dintre mai mulții politicieni post-comuniști ales în funcțiile supreme ale țărilor din Europa de Est.

În octombrie 1990, constituția a fost modificată pentru a scurta mandatul președintelui Jaruzelski.
La începutul anilor 1990, Polonia a făcut mari progrese către democratizarea guvernului și în tranziția către economia de piață. În noiembrie 1990, Lech Wałęsa a fost ales președinte pe un mandat de cinci ani. În decembrie, Wałęsa a devenit primul președinte al Poloniei ales direct de cetățeni.

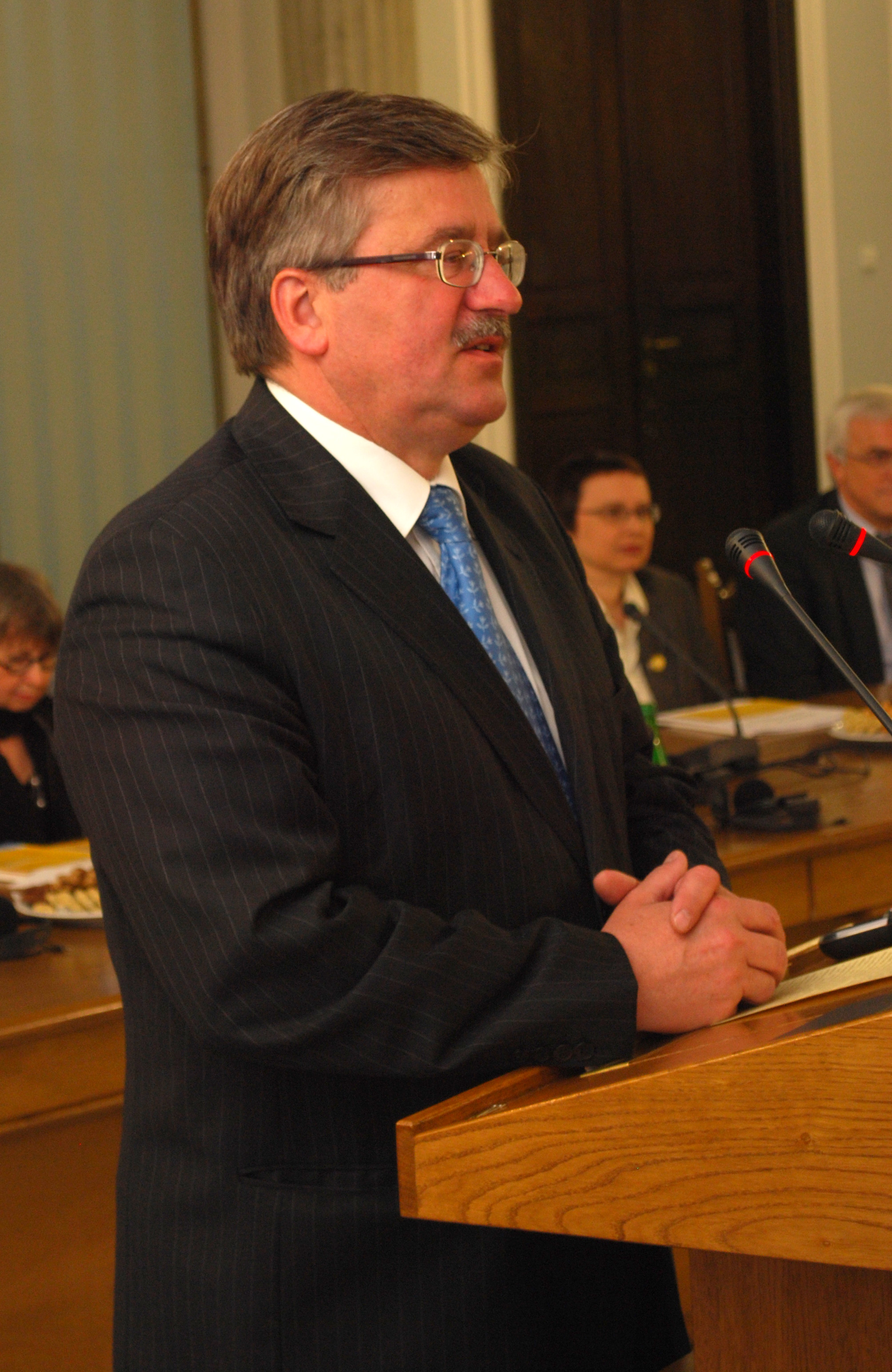
Fostul președinte Bronislaw Komorowski în perioada când era mareșal al Sejmului

Primele alegeri legislative complet libere din Polonia s-au desfășurat în 1991. Au participat peste 100 de partide, niciun partid neobținând peste 13% din totalul voturilor. În alegerile legislative din 1993, gruparea „post-comunistă” Alianța Stângii Democrate (SLD) a obținut cel mai mare număr de voturi. În 1993, ultimele trupe sovietice sosite după al Doilea Război Mondial, Grupul de Forțe de Nord, a părăsit teritoriul țării, după 50 de ani de prezență.
În noiembrie 1995, Polonia a ținut cel de al doilea scrutin prezidențial liber, și liderul SLD, fostul comunist Aleksander Kwaśniewski l-a învins pe Wałęsa cu—51.7% la 48.3%. Revenirea la putere a foștilor comuniști avea însă să fie de scurtă durată.
În alegerile legislative din 1997, două partide cu rădăcini în mișcarea Solidaritatea — Acțiunea Electorală Solidaritatea (AWS) și Uniunea Libertății (UW) — au obținut împreună 261 din 460 de locuri în Sejm și au format un guvern de coaliție. În aprilie 1997, noua Constituție a Poloniei a fost definitivată, iar în iulie a intrat în vigoare, înlocuind constituția comunistă modificată puțin în 1992.
Polonia a aderat la NATO în 1999. Elemente ale Armatei Poloneze au participat de atunci la Războiul din Irak și la cel din Afganistan.
În alegerile prezidențiale din 2000, Aleksander Kwaśniewski, fostul lider al SLD, a fost reales președinte din primul tur. După alegerile legislative din septembrie 2001, SLD (succesoarea partidului comunist) a format o coaliție cu Partidul Popular Polonez (PSL), agrarian, și cu Uniunea Muncii, de stânga (UP).

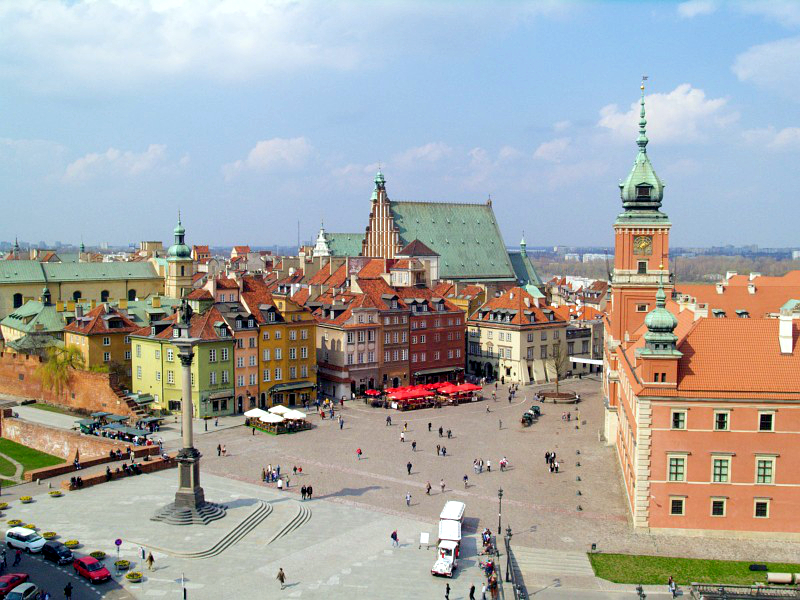
Piața Castelului din centrul istoric al Varșoviei, reconstruit

Polonia a aderat la Uniunea Europeană în mai 2004. Președintele Kwaśniewski și guvernul său de stânga au susținut acest obiectiv. Singurul partid care s-a opus aderării la UE a fost gruparea populistă, extremistă de dreapta, Liga Familiilor Poloneze (LPR).
După căderea comunismului, politicile guvernamentale de garantare a angajării au luat sfârșit și multe întreprinderi de stat neprofitabile au fost fie închise, fie restructurate. Începând cu 1989, Planul Balcerowicz și politicile economice liberale au fost implementate în general cu susținerea principalilor activiști ai Solidarității.
Restructurarea și alte efecte laterale ale perioadei de tranziție au cauzat uneori creșterea șomajului până la 20%. După aderarea la UE, deschiderea treptată a piețelor muncii din Europa de Vest pentru polonezi, combinată cu creșterea economică internă, a dus la o îmbunătățire clară a situației pe piața muncii în Polonia.
Se aștepta ca alegerile legislative din septembrie 2005 să producă o coaliție de partide de centru-dreapta, PiS (Lege și Dreptate) și PO (Platforma Civică), pe fondul slăbirii accentuate a stângii. În timpul campaniei dure, însă, PiS a depășit PO, obținând 27% din voturi și devenind cel mai mare partid din Sejm, înaintea PO, care a obținut 24%. În alegerile prezidențiale din octombrie, favoritul de la început, Donald Tusk, liderul PO, a pierdut cu 54% la 46% în al doilea tur de scrutin în fața candidatului PiS Lech Kaczyński.
Negocierile pentru formarea unei coaliții s-au desfășurat simultan cu alegerile prezidențiale, dar ele au ajuns la un impas, iar PO a hotărât să treacă în opoziție. PiS a format un guvern minoritar care s-a bazat pe susținerea unor partide populiste și agrariene mai mici (Samoobrona, LPR) pentru a guverna. Coaliția s-a oficializat, dar situația sa precară a făcut necesare alegerile legislative anticipate.
În alegerile legislative anticipate din 2007, Platforma Civică a avut cel mai mare succes (41,5%), clasându-se în fața partidului Lege și Dreptate (32%), și s-a format guvernul lui Donald Tusk, președintele PO. PO guvernează într-o coaliție majoritară condusă de el, împreună cu Partidul Popular Polonez (PSL).
În timpul crizei economice mondiale, declanșată și exemplificată în special de criza acută din sistemul bancar american, economia poloneză a rezistat bine, în comparație cu celelalte țări europene. Semne îngrijorătoare, ce dau în continuare semnalul unor dificultăți viitoare sunt încă prezente și criza datoriilor suverane din Europa, ce afectează câteva economii din Europa, poate încă să afecteze negativ și economia Poloniei, deși aceasta nu a aderat încă la zona Euro.
Prețul social plătit de polonezi pentru implementarea politicilor economice liberale de economie de piață a fost distribuția mai puțin egală a bogăției și sărăcirea unor segmente neproductive ale societății.
Conform datelor Eurostat din 2010, 14% dintre polonezi suferă de „privațiuni materiale severe”, față de media UE de 8%. Aceasta reprezintă însă o scăđere drastică a nivelului sărăciei, cea mai abruptă din toate țările Europei în anii respectivi (de la aderarea Poloniei la UE).
Președintele Poloniei Lech Kaczyński și toate persoanele de la bord au murit într-un accident aviatic la 10 aprilie 2010 în vestul Rusiei, lângă Smolensk. Președintele Kaczyński și alte persoane de marcă din societatea poloneză se duceau la o comemorare a masacrului de la Katîn.Tragedia de la Smolensk a scos la iveală profundele diviziuni din sânul societății poloneze și a devenit un factor destabilizat în politica Poloniei.

Polonezii speră la o stabilitate fără precedent în istorie în cadrul Uniunii Europene. Introducerea monedei euro și momentul la care se va face aceasta sunt hotărâri dificile, date fiind criza datoriilor suverane din zona euro.

În a doua rundă finală a alegerilor prezidențiale de la 4 iulie 2010, Bronisław Komorowski, președintele interimar și mareșalul Sejmului, candidând din partea Platformei Civice, l-a învins pe Jarosław Kaczyński cu 53% la 47%.
Relațiile Poloniei cu vecinii săi din Europa au fost bune sau în curs de îmbunătățire, cele cu Belarusul fiind un punct nevralgic. Summitul Parteneriatului Estic, găzduit în septembrie 2011 de Polonia, deținătoarea președinției prin rotație a Consiliului Uniunii Europene, nu s-a finalizat cu niciun acord ferm privind extinderea Uniunii prin aderarea țărilor est-europene și caucaziene, foste republici sovietice. Aderarea la UE a mai multora dintre aceste țări, inclusiv Ucraina, a fost un scop al politicii externe a Poloniei. Polonia este și un mare promotor al aderării la NATO a Ucrainei și Georgiei, plan considerat de Rusia ca o amenințare la adresa securității sale și încă nesusținut de o majoritate a alegătorilor ucraineni. Timp de mai mulți ani, Polonia și Rusia au fost în dezacord în ce privește scutul antirachetă NATO din Europa, în care Polonia a încercat să participe activ, și la care Rusia se opune.
Alegerile legislative din 2011 au fost în mare parte o confirmare a distribuției politice anterioare. Platforma Civică a obținut peste 39% din voturi, Lege și Dreptate aproape 30%, Mișcarea lui Palikot 10%, Partidul Popular Polonez și Alianța Stângii Democrate fiecare câte 8%. Noul element a fost debutul de succes al mișcării de centru-stânga a lui Janusz Palikot, un politician independent, ceea ce a avut ca efect scăderea numărului de voturi al Alianței Stângii Democrate.

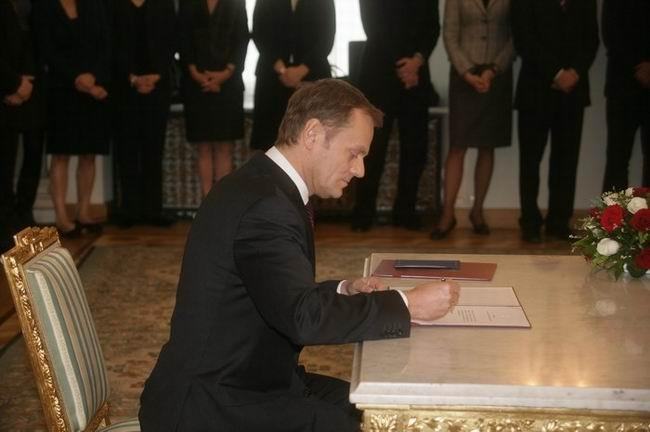
Coaliția de guvernare a premierului Donald Tusk a primit din nou în 2011 majoritatea locurilor în parlament

La 28 noiembrie 2011, ministrul polonez de externe, Radosław Sikorski, a ținut un discurs la Berlin, în care a făcut apel la Germania și la celelalte țări europene să își strângă cooperarea și integrarea economică și politică, țel ce urmează a fi realizat printr-un guvern central mai puternic al Uniunii. Sikorski consideră că acțiunile ferme și reformele substanțiale, promovate mai ales de Germania, sunt necesare pentru a preveni prăbușirea monedei euro și destabilizarea ulterioară, cu posibila dispariție a Uniunii Europene. Remarcile sale, îndreptate în principal către publicul german, au fost primite ostil în Polonia de către Jarosław Kaczyński și opoziția parlamentară conservatoare, care l-au acuzat pe ministru de trădarea suveranității Poloniei și au cerut demiterea și judecarea lui. Sikorski a identificat în discursul său mai multe zone importante pentru tradiționaliștii polonezi, pe care el consideră că rămân încă în domeniul guvernelor naționale.
La summitul UE din 9 decembrie 2011 de la Bruxelles, opoziția britanică a frânat orice modificări aduse Tratatului Uniunii Europene. Toate celelalte guverne din UE, inclusiv delegația poloneză condusă de premierul Tusk, au arătat susținerea pentru noua „guvernanță fiscală” și pentru acordul de coordonare, cu scopul de a impune o disciplină fiscală tuturor statelor membre și pentru a elimina instabilitatea zonei euro. Reformele vor fi implementate în legislația tuturor statelor membre.
În ianuarie 2012, Procuratura Generală a Poloniei a declanșat urmărirea penală a lui Zbigniew Siemiątkowski, fostul șef al serviciilor de informații poloneze. Siemiątkowski este acuzat de facilitarea unui presupus centru de detenție al CIA în Polonia, unde este posibil ca unii suspecți străini să fi fost torturați în contextul Războiului împotriva Terorismului. Presupusele încălcări ale Constituției și legislației internaționale au avut loc în perioada administrației lui Leszek Miller (2001-2004), actualmente parlamentar și lider al Alianței Stânga Democrată, și care ar putea să fie și el urmărit penal. Aleksander Kwaśniewski, președintele Poloniei la acea vreme, a recunoscut că știa despre „închisorile secrete CIA”, împreună cu primul ministru, și că amândoi au consimțit la înființarea lor.
În timpul vizitei patriarhului ortodox rus în Polonia în 16–19 august 2012, Kirill I, conducătorul Bisericii Ortodoxe Ruse și arhiepiscopul Józef Michalik, președintele Conferinței catolice a Episcopilor Polonezi, au semnat un mesaj comun al celor două biserici de reconciliere și iertare reciprocă.

## Note explicative

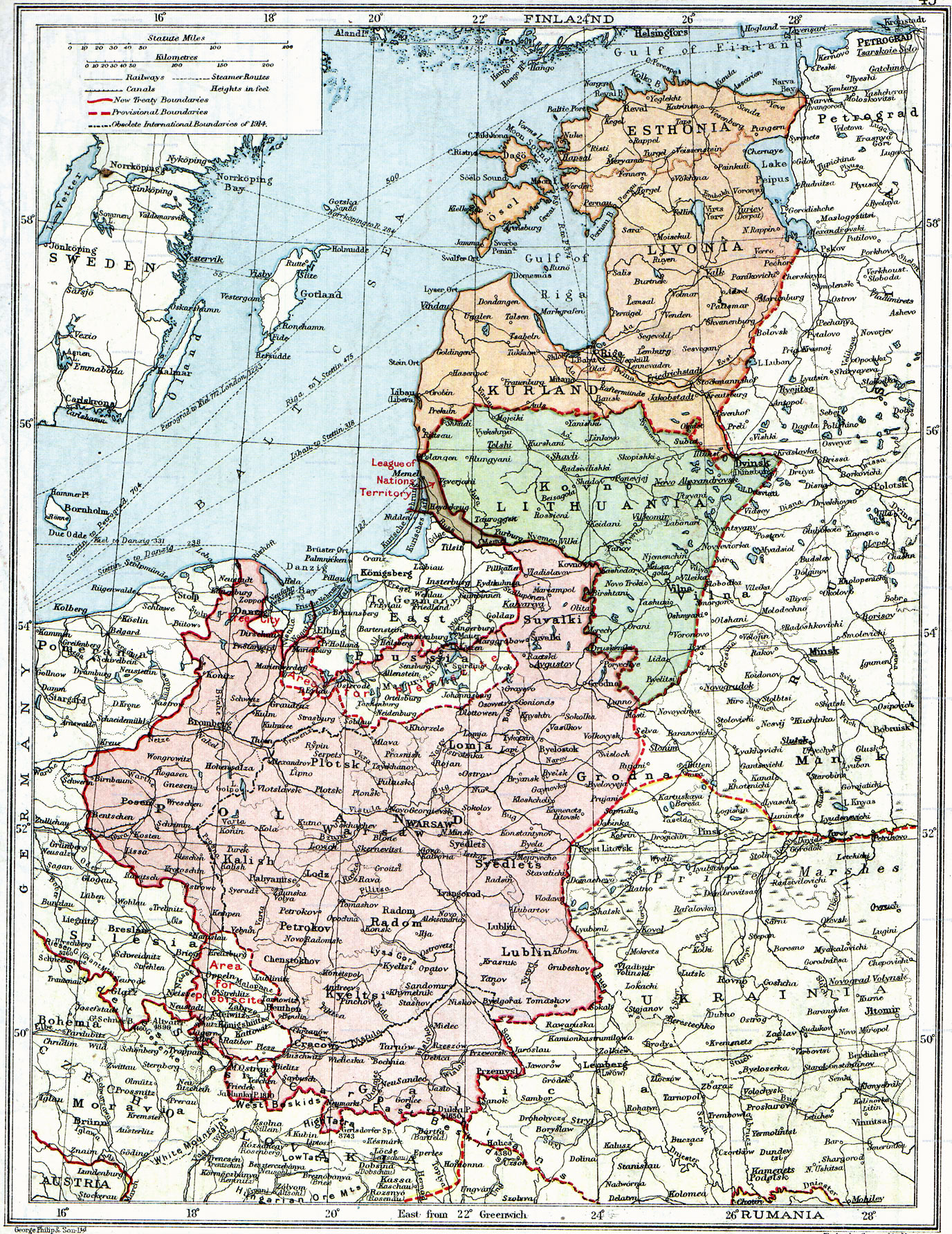
Polonia și Țările Baltice după tratatele de la Versailles și de la Brest-Litovsk, înainte de Pacea de la Riga